# Servaas van Maastricht
Servaas van Maastricht, Servatius, Sarbatios of Aravatius (Armeens: Սերվատիոս; Servatios), meestal aangeduid als Sint-Servaas of Sint-Servatius, zonder plaatsnaamtoevoeging (Groot-Armenië? – Tongeren of Maastricht, 4e eeuw of 5e eeuw), is de eerste, historisch verifieerbare bisschop in de Nederlanden. Volgens de overlevering zou hij de laatste bisschop van Tongeren en de eerste bisschop van Maastricht zijn geweest. Zijn graf bevindt zich volgens de traditie in de Sint-Servaascrypte in de naar hem genoemde Sint-Servaasbasiliek in Maastricht. Sint Servaas is de patroonheilige van Maastricht. Zijn feestdag is op 13 mei.

## Geschiedenis en historiografie

### De 'feiten'
Over het leven van Servaas is weinig met zekerheid bekend. De volgende 'feiten' zijn weliswaar gebaseerd op historische bronnen, maar de betrouwbaarheid van die bronnen staat niet altijd vast, of de bronnen zijn op meerdere manieren te interpreteren.

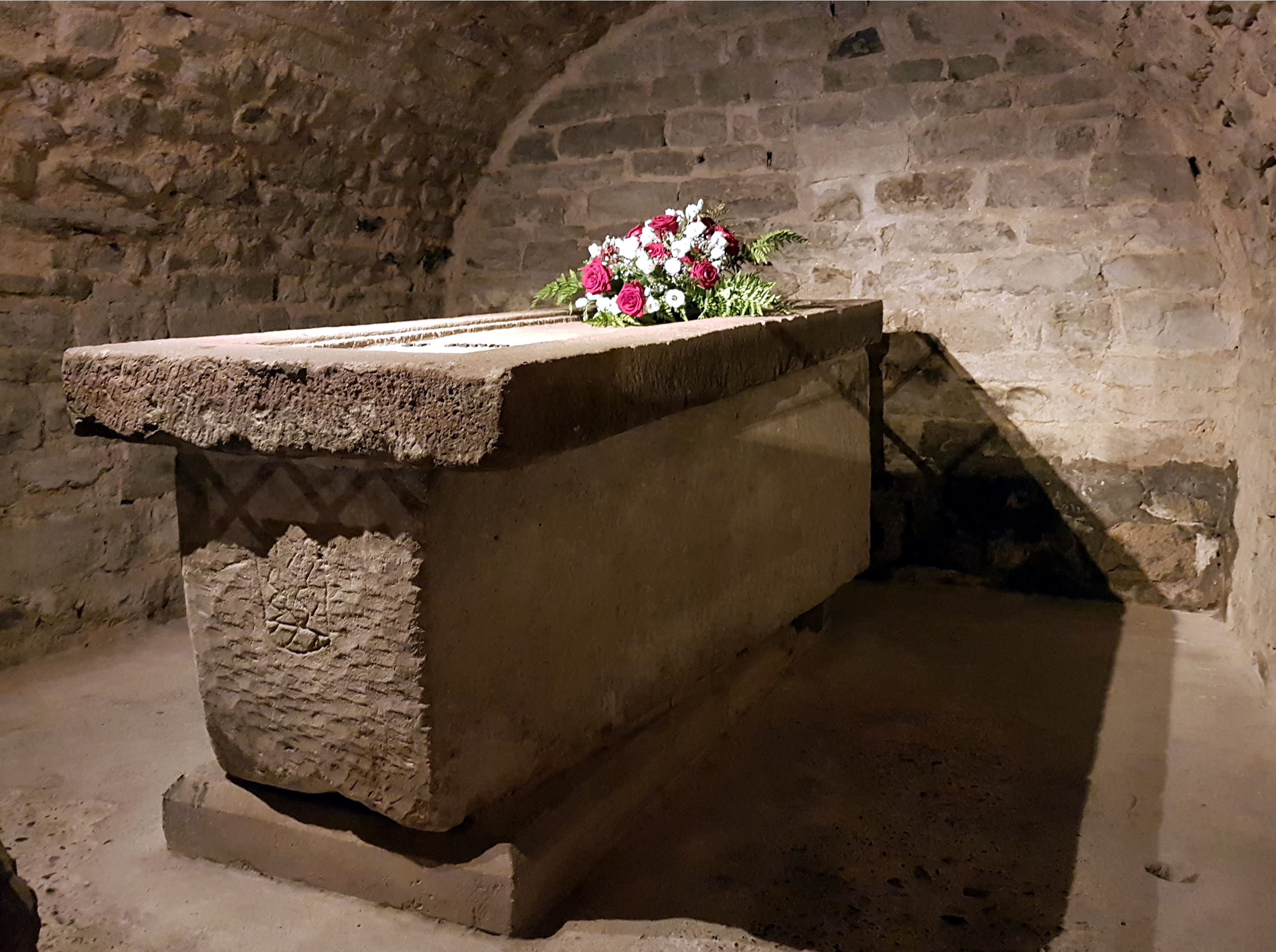
De Sint-Servaascrypte, het vermoedelijke graf van Sint-Servaas, met een Frankische sarcofaag

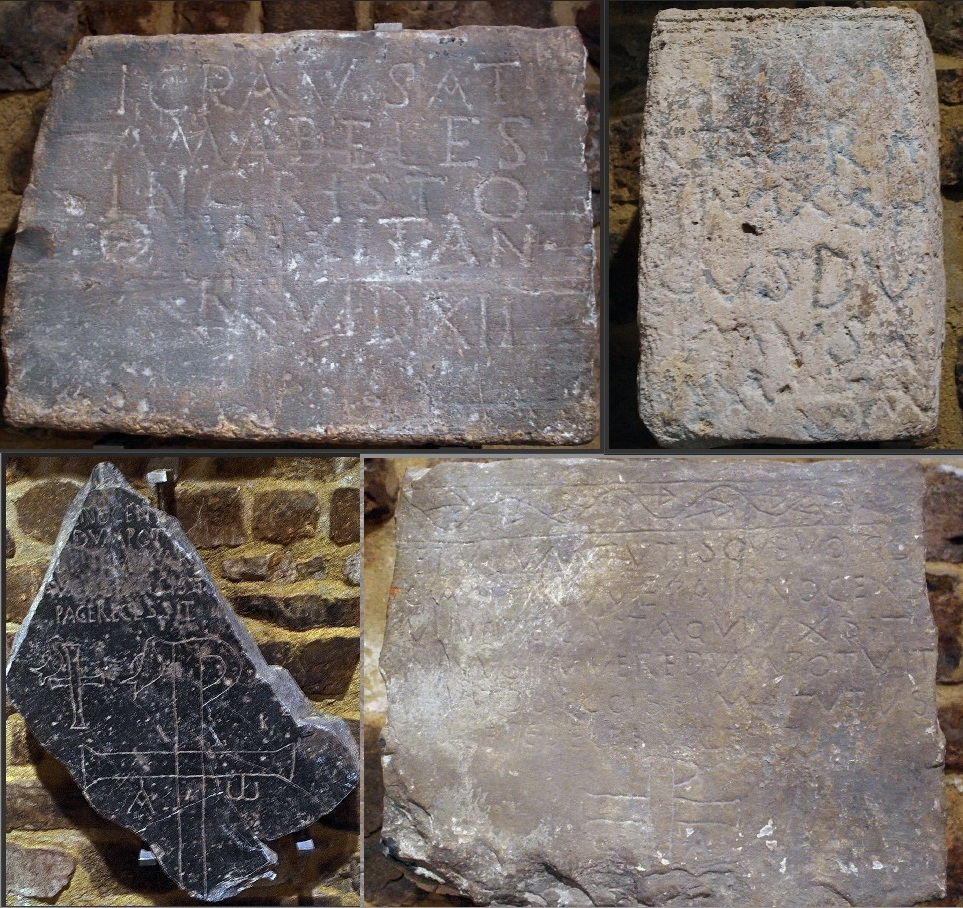
Vroegchristelijke grafstenen (5e-6e eeuw), oostcrypte St-Servaaskerk

- In het jaar 342 of 343 zou een zekere bisschop Sarbatios de besluiten van het Concilie van Sardica (tegenwoordig Sofia, Bulgarije) tegen het arianisme hebben ondersteund, waarmee hij zich schaarde aan de kant van de Trinitariërs, die uiteindelijk de overhand zouden krijgen in de westerse kerk. Of deze Sarbatios ook daadwerkelijk in Sardica aanwezig was, is niet duidelijk. Wel staat hij op een lijst van Gallische bisschoppen, die in 346 op het Concilie van Keulen de besluiten van Sardica onderschreven. Deze lijst is afkomstig van Athanasius van Alexandrië (ca. 295-373), een tijdgenoot van deze Sarbatios.[6]
- In 350-353 zou Sarbatios door de tegenkeizer Magnentius op een missie naar keizer Constantius II zijn gestuurd, omdat Magnentius op die manier hoopte medekeizer te kunnen worden. Ook dit bericht is afkomstig van Athanasius van Alexandrië. Het wordt ondersteund door een 12e-eeuwse kroniekschrijver, die laat-antieke bronnen tot zijn beschikking had.[6]
- In 359/360 was Servatio Tungrorum episcopus (bisschop Servatius van de Tungri) aanwezig op het Concilie van Rimini. Ook daar bestreed hij vol ijver het arianisme. Deze mededeling is afkomstig van Sulpicius Severus (363-ca. 420/25), die dit feit enkele tientallen jaren na dato optekende.[6]
- Hoewel Gregorius van Tours (ca. 538-594) een of twee eeuwen na dato leefde, mag men ervan uitgaan dat hij in zijn tweede boek van de Historia Francorum (Historiarum libri decem, 576-580) en in zijn iets latere Liber in gloria confessorum (587) de toen gangbare verhalen over Sint-Servaas ("Aravatius") getrouw heeft weergegeven en dat men zich eind 6e eeuw herinnerde dat Servaas inderdaad te Maastricht was begraven, buiten het Romeinse castellum, op de grote begraafplaats langs de Romeinse heerweg naar Tongeren, waar bisschop Monulfus kort tevoren zijn magnum templum had gebouwd.
- Het staat vast dat het christendom al vroeg geworteld was in Tongeren en Maastricht, in elk geval in de 5e eeuw, mogelijk in de 4e eeuw. Het lijkt onlogisch dat de overgeleverde naam van Servatius als fictie zou moeten worden afgedaan, terwijl vaststaat dat (onbekende) predikers in deze gewesten actief waren. In 2008 zijn bij opgravingen in de Onze-Lieve-Vrouwebasiliek van Tongeren restanten van basilica's uit de laat-Romeinse, Merovingische en Karolingische tijd gevonden.[7] Bij opgravingen in de Sint-Servaaskerk in Maastricht zijn in de jaren 1980 in de onmiddellijke nabijheid van de Sint-Servaascrypte restanten van een laat-antiek bouwwerk gevonden, door archeoloog Titus Panhuysen omschreven als een cella memoriae.[8] In dezelfde kerk bevindt zich tevens een vijftal vroegchristelijke grafstenen, waarvan er zeker één uit de 5e eeuw dateert.

### Vraagtekens
- De link met de van oorsprong Oost-Romeinse kerkvader Sarbatios (Sardica, 343) lijkt op het eerste oog vergezocht. Daar kan worden tegenin gebracht dat de naam zeldzaam is en geen andere bisschoppen met deze naam bekend zijn. Het voorkomen van de naam Servatius episcopus Tungrorum op de Keulse lijst van Gallische bisschoppen (346)[6] lijkt deze identificatie met Servatius te ondersteunen, maar inmiddels is aangetoond dat deze lijst op een vervalste oorkonde berust.[4]
- De berichten van Gregorius van Tours over Sint-Servaas, een mengelmoes van historische feiten, pertinente onwaarheden en hagiografische verhalen, hebben de historiciteit van Sarbatios/Aravatius/Servaas geen goed gedaan. Ook de verkeerde schrijfwijze van de naam ("Aravatius"), de verwarrende datering ("ten tijde van de Hunnen") en het weglaten van zijn deelname aan concilies ondermijnen de betrouwbaarheid van Gregorius.[noot 4]
- De verplaatsing van de bisschopszetel van Tongeren naar Maastricht door Servaas wordt nauwelijks met historische feiten onderbouwd.[noot 5] Of hij de eerste bisschop van Maastricht was, is dus niet zeker. Evenmin staat vast dat Servaas in Maastricht gemissioneerd heeft en daar de eerste kerk, de voorloper van de Onze-Lieve-Vrouwebasiliek, heeft gesticht. Er kan dus niet zonder meer worden gesteld dat Servaas de grondlegger van het christendom in Nederland is.
- Recentelijk is de vraag opgeworpen of Servaas daadwerkelijk heeft bestaan. In de tijd dat bisschop Monulfus zijn templum magnum bouwde boven het vermeende graf van Servaas, probeerden diverse aristocratische elites in Gallië hun aanzien te vergroten door zich als het ware een heiligengraf toe te eigenen om door middel van zo'n cultusplaats hun eigen machtsstreven te rechtvaardigen.[10] De Servaaskerk is gebouwd op een Romeins grafveld, zoals archeologisch onderzoek heeft aangetoond.[11] Mogelijk volgde Monulfus opportunistisch de 'trend' en dichtte Servaas een plekje toe op dit grafveld om daar zijn magnum templum te bouwen. Daarbij handelde hij eerder als lid van een lokale aristocratische groep, dan als geestelijk leidsman.[12][13]

### Legenden
| |  |  |
| Sint-Servaas wordt in zijn slaap beschermd tegen de zon door een adelaar; Sint-Servaas ontvangt de kromstaf uit handen van een engel (Bijbel van St-Bertin, ca. 1200, KB Den Haag) |  |  |

In de middeleeuwen ontstonden tal van legenden rondom de figuur van Servaas, soms verweven met historische feiten. De meeste legenden beschrijven wonderen, die in de loop der tijd aan Servaas waren toegeschreven. Deze wonderen hadden op hun beurt een grote invloed op de iconografie rondom de heilige (zie hieronder: Kunstwerken). De oudste vitae, de Vita antiquissima (late 8e eeuw) en de Gesta antiquiora (midden 9e eeuw), zijn in feite niet meer dan een herhaling van wat Gregorius van Tours over Servaas had weten te vertellen. Andere bekende hagiografieën zijn de Servatiuspreek van Radboud van Utrecht (ca. 900) en de Gesta episcoporum van Heriger van Lobbes (eind 10e eeuw). Deze laatste was de eerste die de vermeende verwantschap met Christus vermeldde, hoewel hij daar zelf niet in geloofde. De Franse priester Jocundus, die in de 11e eeuw in opdracht van het Sint-Servaaskapittel de bestaande Servaaslegende uitbreidde met een lange reeks van nieuwe wonderen, was tevens de eerste die vermeldde dat Servaas in Armenië zou zijn geboren. Deze legenden inspireerden de 12e-eeuwse dichter Hendrik van Veldeke tot het schrijven van het Leven van Sint-Servaas, een van de eerste literaire geschriften in een vroege vorm van de Nederlandse taal.
In de Koninklijke Bibliotheek in Den Haag bevindt zich de zogenaamde Bijbel van Sint-Bertin uit circa 1190-1200 met een pagina-vullende illuminatie, waarop twee legendarische gebeurtenissen uit het leven van de heilige zijn afgebeeld (KB Den Haag, ms. 76 F 5, fol. 37v, sectie 2A & B). Het 15e-eeuwse Blokboek van Sint Servaas in de Koninklijke Bibliotheek in Brussel bevat een groot aantal scènes uit de Sint-Servaaslegende.

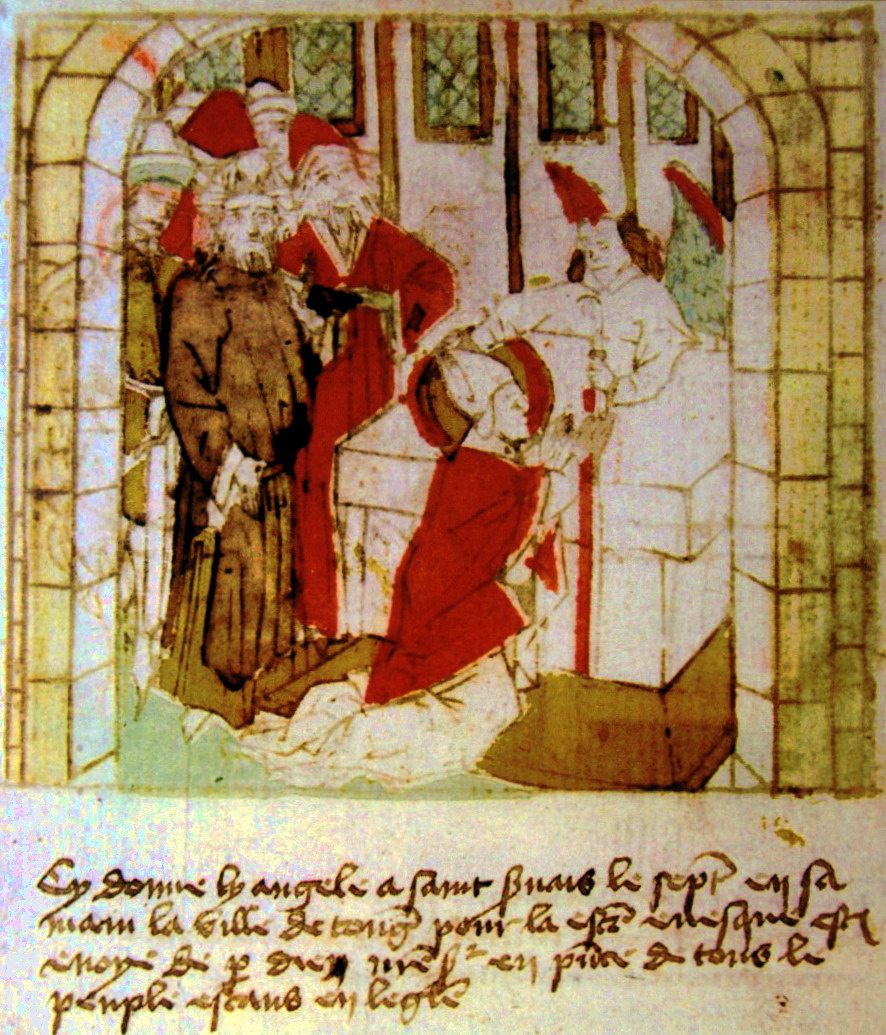
Sint-Servaas ontvangt de mijter en kromstaf uit handen van een engel te Tongeren
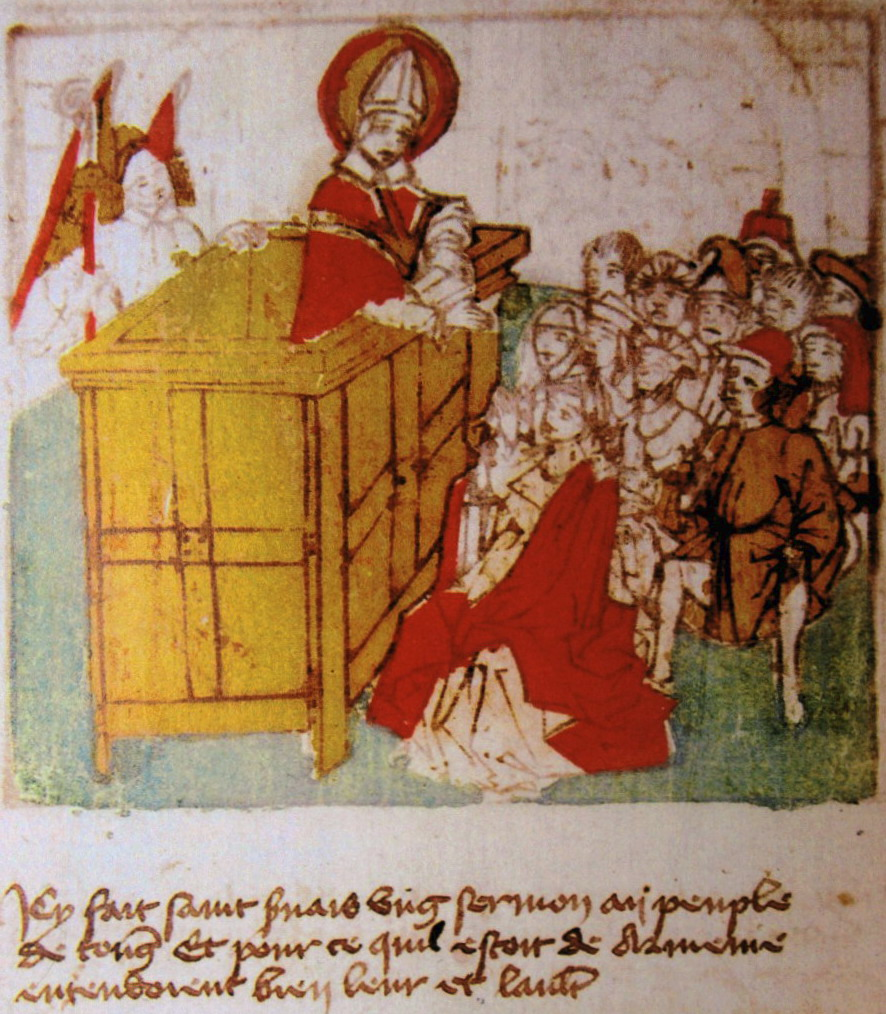
Sint-Servaas predikt te Tongeren in het Grieks, maar wordt door iedereen verstaan
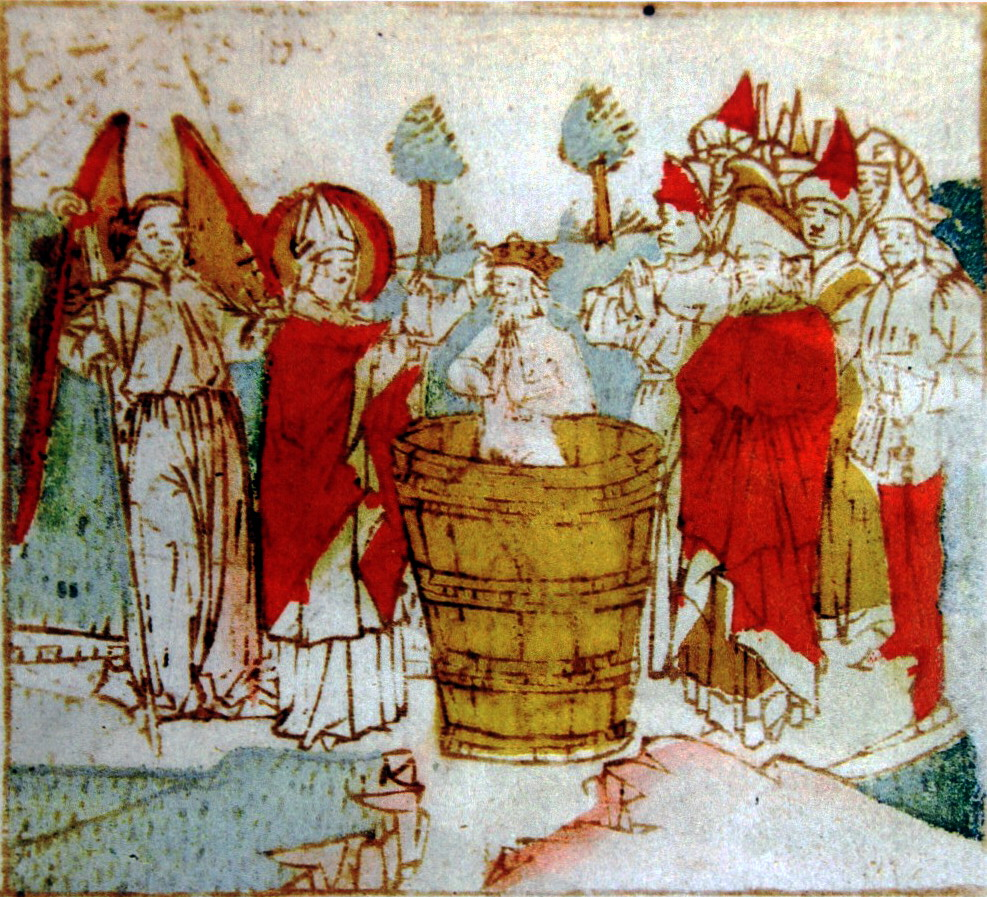
Sint-Servaas doopt Attila de Hun
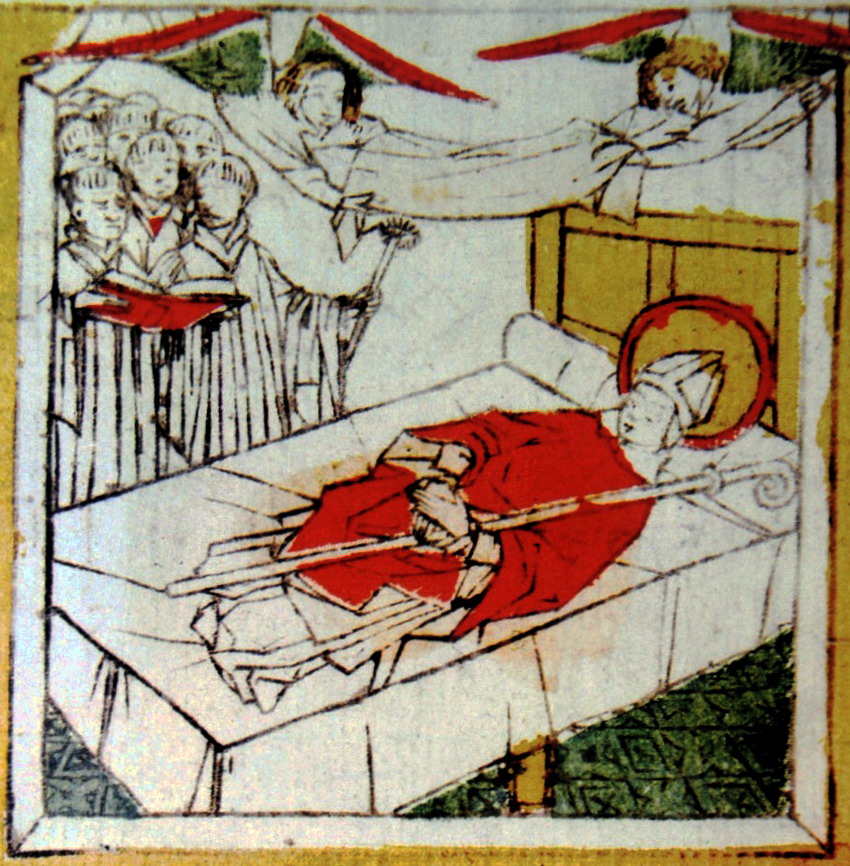
Dood van Sint-Servaas in Maastricht. Engelen bedekken zijn lichaam met 'hemelse doeken'

### Een Armeense achterneef van Jezus?

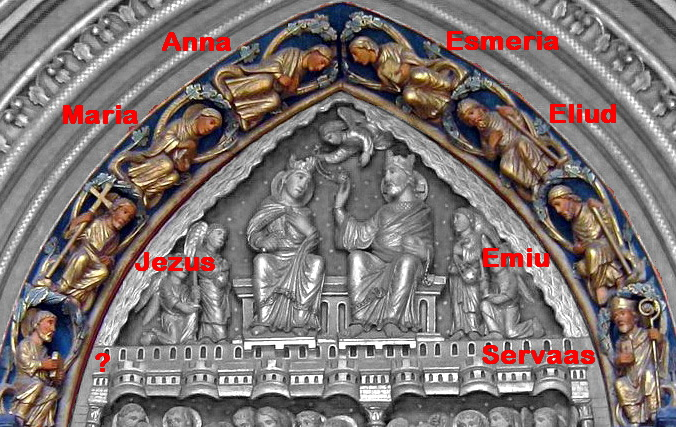
Detail van het Bergportaal: de verwantschap van Sint-Servaas en Jezus via de heilige Anna

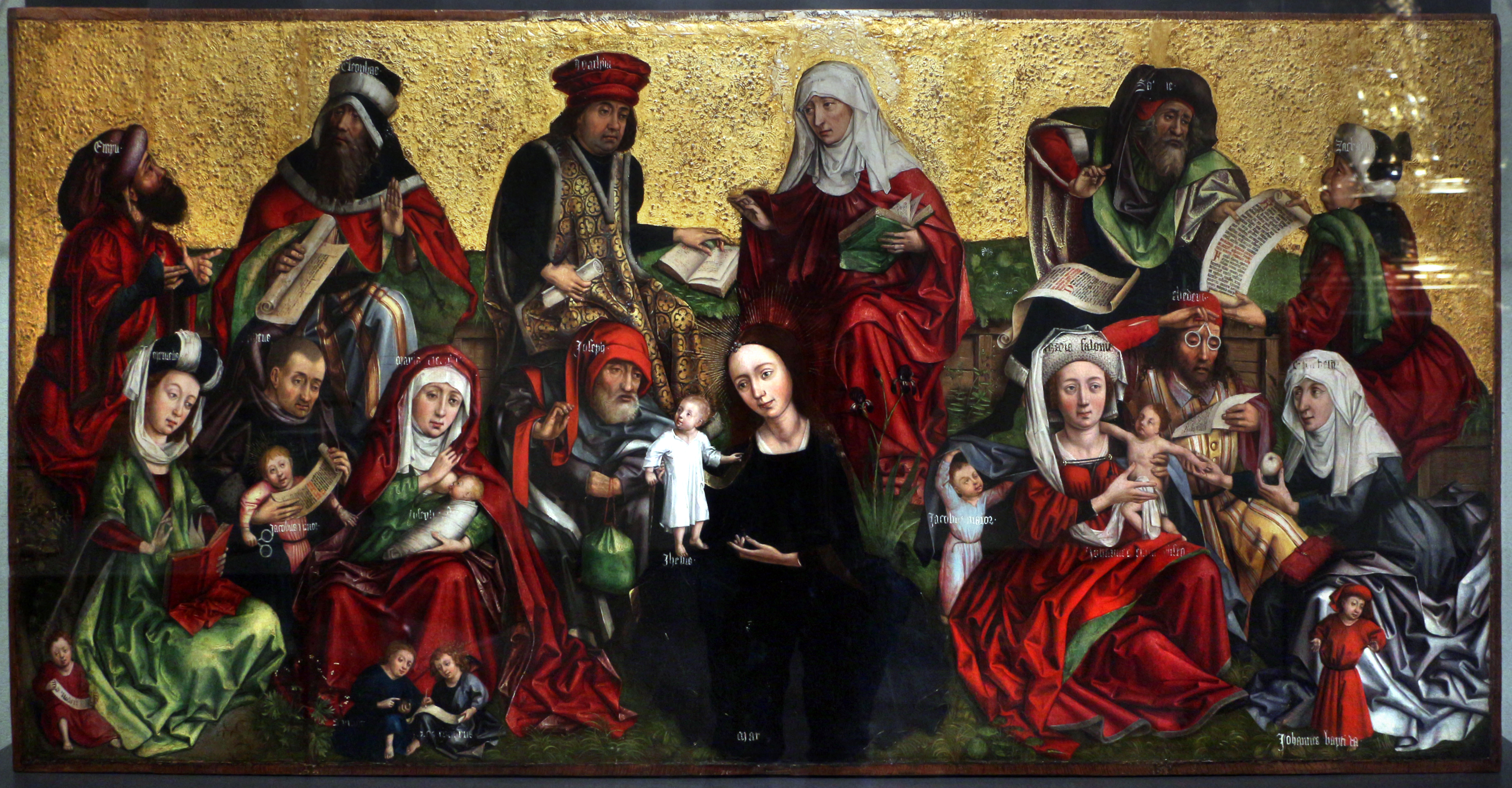
De maagschap van Sint Servaas (Westfaals paneel, ca. 1480) in de Schatkamer van de Sint-Servaasbasiliek. Linksonder: Sint-Servaas. Daarboven: zijn moeder Memelia. Linksboven: zijn vader Emiu

De oudste vermelding dat Sint-Servaas uit Armenië afkomstig was, dateert pas uit de 11e eeuw, maar zou gebaseerd zijn op oudere, verloren gegane bronnen. Het koninkrijk Armenië was in de 4e eeuw een vazalstaat van het Romeinse Rijk en volgens de traditie in 301 het eerste land waar het christendom staatsgodsdienst werd. Op zich is het niet zo vreemd dat een geestelijke uit deze regio in het westen een leidinggevende positie kreeg. Andere bekende Armeniërs, die in het westen als heilige vereerd worden, zijn: Sint-Miniatus (ca. 250), Sint-Chrysolius (†303) en Sint-Blasius (†316).
De heiligverklaring van Servaas is lange tijd een heikele kwestie geweest. In de middeleeuwen was een heiligverklaring door de paus ongebruikelijk. Het gebeente van Sint-Servaas was al in de 6e eeuw door bisschop Monulfus 'verheven', wat in die tijd gelijkstond met een heiligverklaring. Zijn naamdag (13 mei) komt al in de 8e eeuw voor op de kalender van Willibrord en het martyrologium hieronymianum.
In de 11e en 12e eeuw probeerde het kapittel van Sint-Servaas alsnog pauselijke heiligverklaring te verkrijgen. Daartoe werd alles in het werk gesteld om 'bewijzen' te verzamelen voor de stelling dat Sint-Servaas een achter-achterneef was van Johannes de Doper en Jezus Christus. Volgens deze zogenaamde Doctrina Trajectensium (Zie ook Heilige Maagschap) waren Emiu en Memelia de ouders van Sint-Servaas. Zijn grootvader Eliud was een broer van Elisabet, die de moeder was van Johannes de Doper en een nicht van Maria. Ook wilde men bewezen zien dat de heilige afkomstig was uit Armenië. Om die laatste stelling kracht bij te zetten werd in 1049 op de Synode van Mainz, waar zowel de paus als de keizer aanwezig waren, een Griekse delegatie opgetrommeld, die dat kon aantonen. Toen dit geen resultaten opleverde, gaf het kapittel (waarschijnlijk proost Humbertus) omstreeks 1065 opdracht aan de geleerde Franse monnik Jocundus om een nieuw heiligenleven over Sint-Servaas te schrijven, de Actus Sancti Servatii, waarin de Armeense afkomst en de Doctrina Trajectensium als vaststaande feiten werden gepresenteerd.
In 1330 werd de Sint-Servaasverering officieel ingesteld door de Orde der Dominicanen, nadat de heilige een aanslag op de synode in Keulen verhinderd zou hebben. In 1584 werd Servaas ingeschreven in het Martyrologium Romanum en in 1634 legaliseerde paus Urbanus VIII alle openbare heiligenvereringen ouder dan 100 jaar, waarmee ook Sint-Servaas officieel heilig verklaard was.

### Het jaar 384 en de Bollandisten
Het traditionele sterfjaar 384 is pas sinds de 17e eeuw 'bekend'. De in Venray geboren Bollandist Godfried Henskens (Henschenius) rekende dit uit op grond van door hem en de jezuïet Gilles Boucher (Bucherius) verzamelde gegevens.
De schaarse informatie die Gregorius van Tours over Sint-Servaas verschaft, is de grond voor een datering rond het midden van de 5e eeuw geweest, tijdperk van de invallen door de Hunnen (Attila was van 434-453 heerser van de Hunnen). In de hoge en late middeleeuwen werd door diverse hagiografen gesuggereerd dat dit niet correct kon zijn, omdat de heilige leefde ten tijde van de strijd tegen het arianisme, dat was in de 4e eeuw! De kritiek luidde dat een verkeerde lezing van Gregorius van Tours had geleid tot een bedenkelijke combinatie van tekstfragmenten die niet allemaal konden verwijzen naar Sint-Servaas.
De met valse argumenten ondersteunde vroege datering leek echter in de 16e eeuw bevestigd te worden door nieuw ontdekt bronnenmateriaal uit de Oudheid, met name in de geschriften van Athanasius van Alexandrië en Sulpicius Severus. De eerste die het verband legde tussen de door deze auteurs vermelde "Sarbatios" en "Servatio" en de door Gregorius van Tours genoemde "Aravatius" was Johannes Molanus, hoogleraar aan de Universiteit van Leuven en auteur van een postuum werk uit 1595 over de heiligen in de Nederlanden. Hoewel Molanus zich niet heeft gewaagd aan een uitspraak over de juiste datering van Sint-Servaas, heeft hij als bron gediend voor Bucherius en Henschenius die Servaas' sterfdatum hebben gepreciseerd: 13 mei 384. Daarmee was een nieuwe en hardnekkige mythe geboren, dienstig voor jaren van herdenking.
In 1884 werd het 15e eeuwfeest van zijn sterven groots gevierd. In 1934 en zelfs in 1984 werd nog stevig vastgehouden aan deze traditie. Pas na 1984 durfden historici als Frans Theuws en Régis de la Haye de cruciale vraag te stellen naar de historiciteit van Sint-Servaas; een pennenstrijd die nog niet is beslecht. Een C14-datering van de relieken, zoals voorgesteld door De La Haye, zou uitsluitsel kunnen geven, maar is niet (meer) aan de orde.

## Nalatenschap
De verering van Sint-Servaas als heilige heeft een indrukwekkend religieus, historisch en artistiek patrimonium opgeleverd, zowel in Maastricht als elders in de wereld.

### Invloed in Maastricht en omgeving
Het veronderstelde graf van de heilige in de Sint-Servaascrypte is de plek waaromheen sinds de 6e eeuw geleidelijk het imposante Sint-Servaascomplex is ontstaan. Niet alleen de basiliek zelf, ook het klooster, de schatkamer, de voormalige proosdijgebouwen, de Sint-Janskerk, het Spaans Gouvernement en een dertigtal kanunnikenhuizen rond het Vrijthof, het Henric van Veldekeplein en het Keizer Karelplein zijn een direct gevolg van de verering van de heilige op deze plaats. In Maastricht herinneren verder nog namen als Sint Servaasbrug, Sint Servaasbolwerk, Sint-Servaasbron, Sint-Servaasfontein en Sint-Servaaskermis aan de beroemde stadgenoot. Servaas is al eeuwenlang de beschermheilige van de stad Maastricht. De stad was daardoor vanouds een belangrijke bedevaartstad. Eenmaal in de zeven jaar vindt de heiligdomsvaart van Maastricht plaats, een traditie uit de middeleeuwen. Sint-Servaasdag (13 mei) is er nog steeds een belangrijke feestdag, waarbij de Sint-Servaasprocessie door de stad trekt en de Sint-Servaaskermis op het Vrijthof staat. Servaas (Maastrichts: Servaos, Frans: Servais, of Ser) was eeuwenlang een veel voorkomende doopnaam in Maastricht en omgeving.

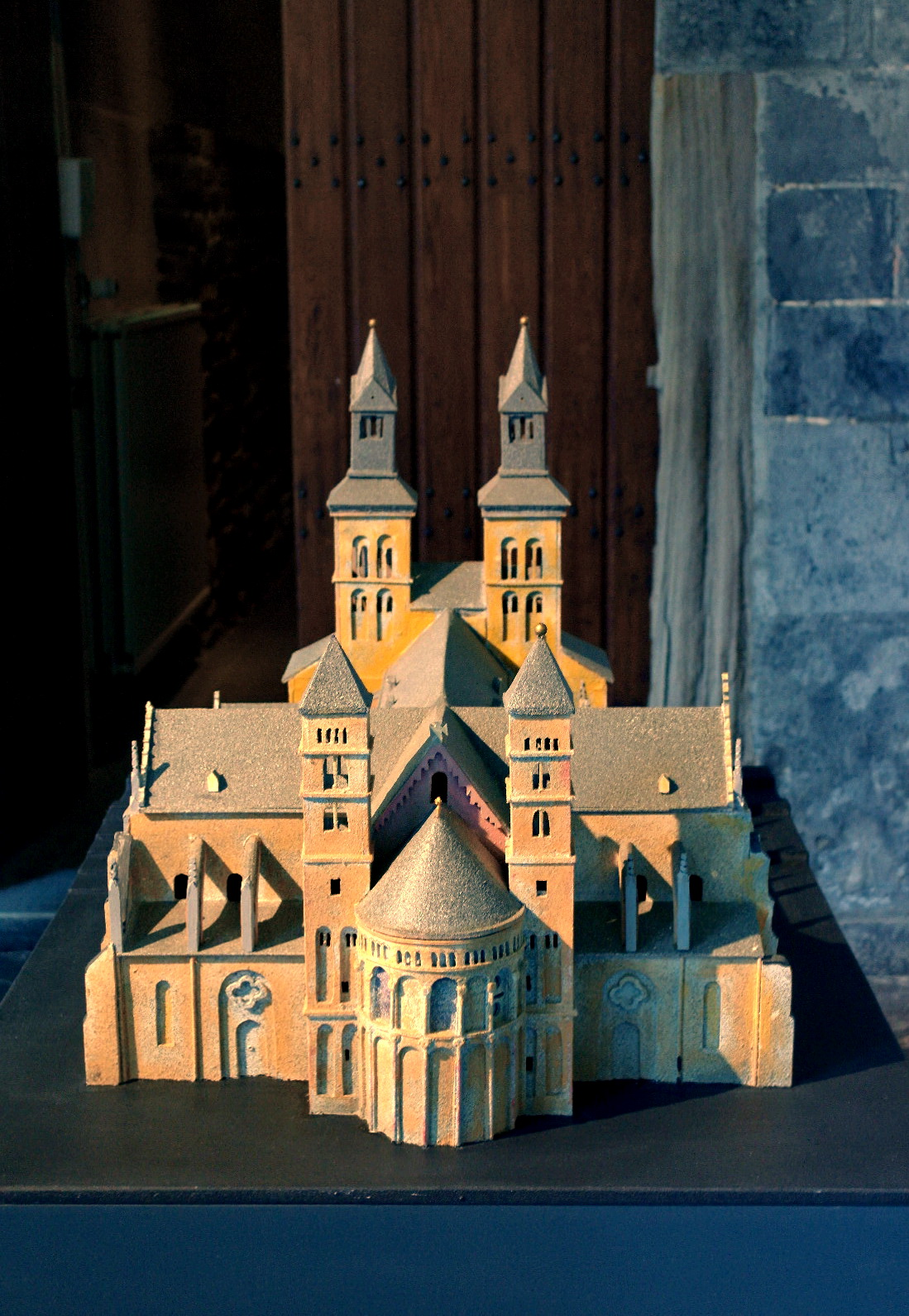
Maquette Sint-Servaasbasiliek (6e-15e eeuw)
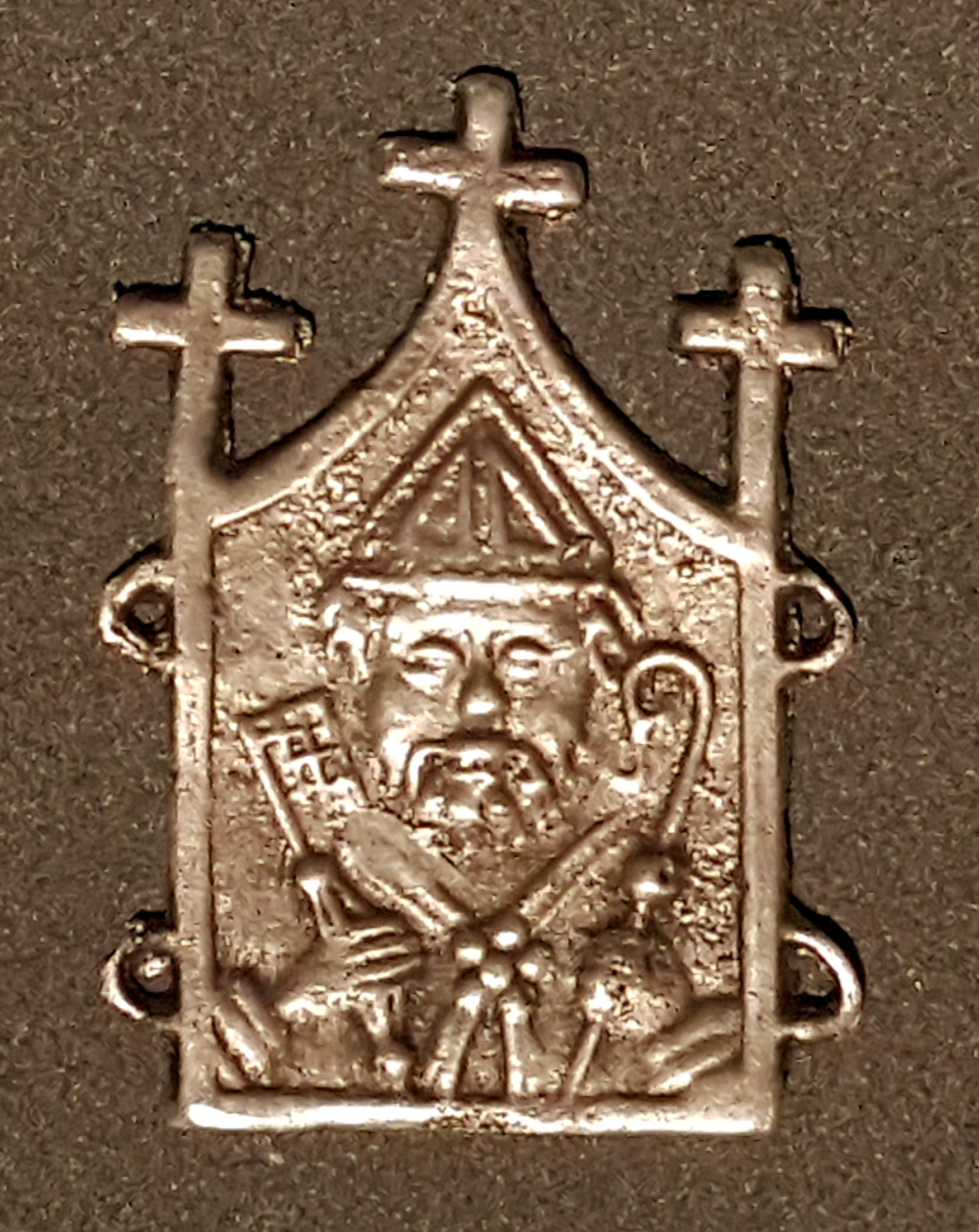
Pelgrimsteken van Sint-Servaas (15e eeuw)
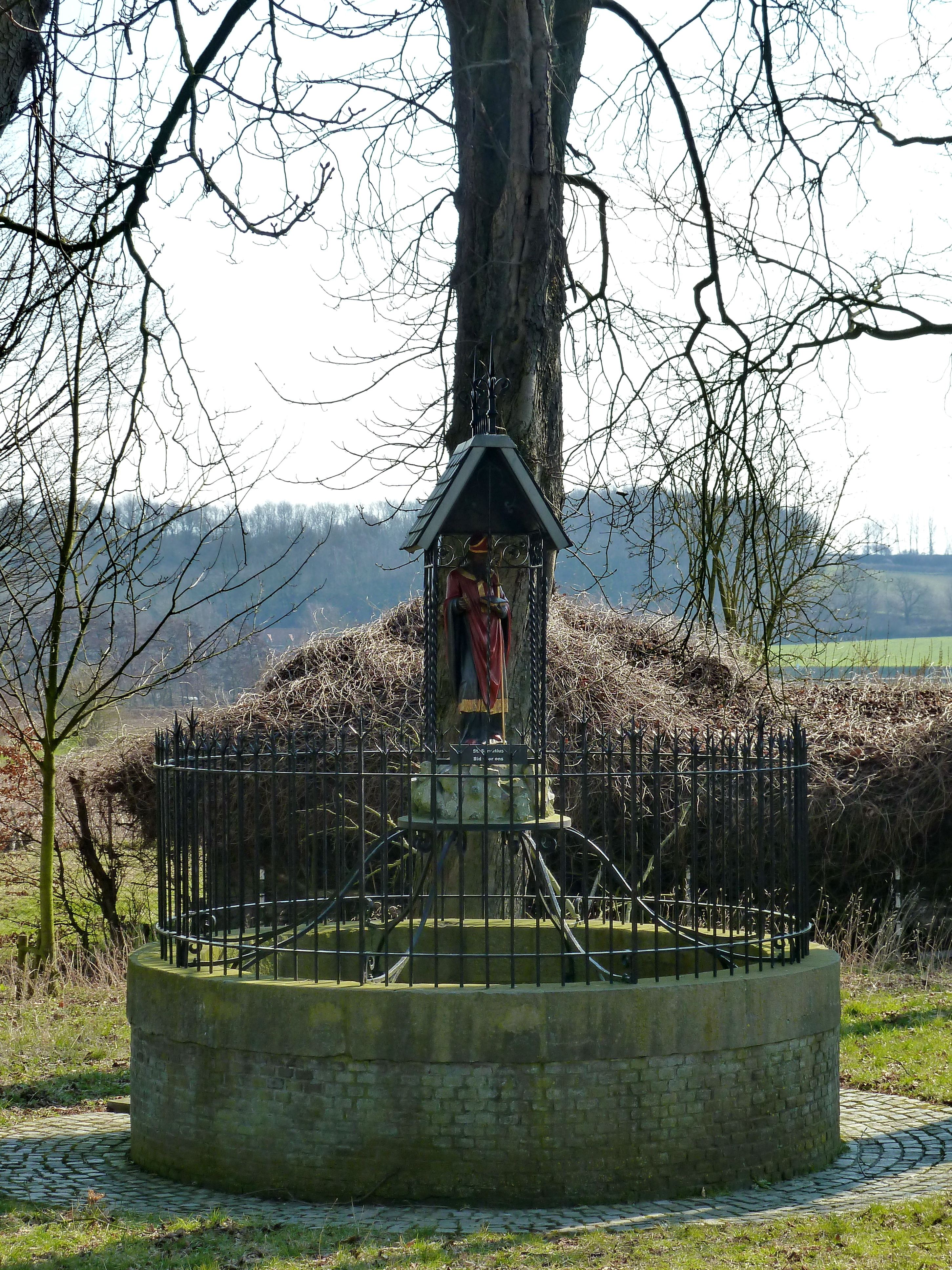
Sint-Servaasbron (ca. 1600) met neogotisch beeld (ca. 1888)
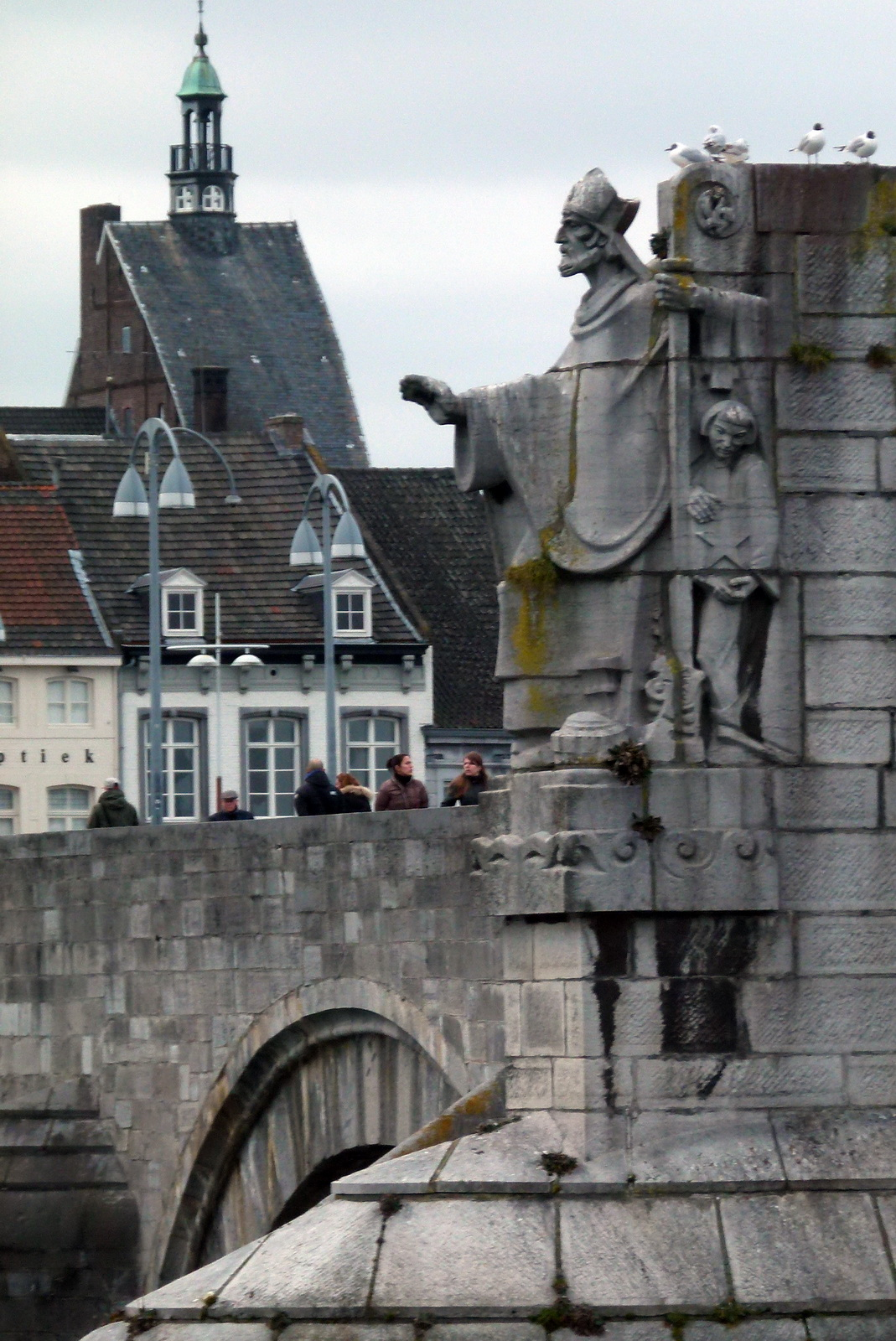
Sint Servaasbrug (13e eeuw) met beeld van Charles Vos (1934)

### Invloed elders
Het in 1798 opgeheven Sint-Servaaskapittel had talrijke bezittingen in Nederland, België en Duitsland (onder andere landbouwgebieden in Belgisch Limburg en wijngaarden aan de Moezel en de Ahr). Het kapittel oefende de jurisdictie uit over complete dorpen, de zogenaamde elf banken van Sint-Servaas. Servaas is ook de patroonheilige van vele kerken in Nederland (onder andere in Nunhem, Schijndel, Dinther en Lieshout), België (onder andere in Luik en Grimbergen) en Duitsland (onder andere in Quedlinburg en Siegburg). Meer dan 425 kerken verspreid over de hele wereld bezitten een relikwie van Sint-Servaas, of een beeld, schilderij of glas-in-loodraam van de heilige.
In tal van plaatsen is er een rue St.-Servais, een Servatiusplatz of een Servaeshoeve te vinden. Utrecht heeft evenals Maastricht een Servaasbrug en een Servaasbolwerk. In de Franse regio Bretagne zijn verschillende plaatsen naar Sint-Servaas genoemd, zoals Saint-Servais (Côtes-d'Armor), Saint-Servais (Finistère), Saint-Servant (Morbihan) en Saint-Servan (Saint-Malo); ook in België bestaat een plaats met de naam Saint-Servais, tegenwoordig een deelgemeente van Namen. In Kampung Sawah in Indonesië staat een St.-Servatiuskerk waar ook een reliek aanwezig is, dat door pastoor Kurris in 1984 vanuit Maastricht naar deze kerk is gebracht.

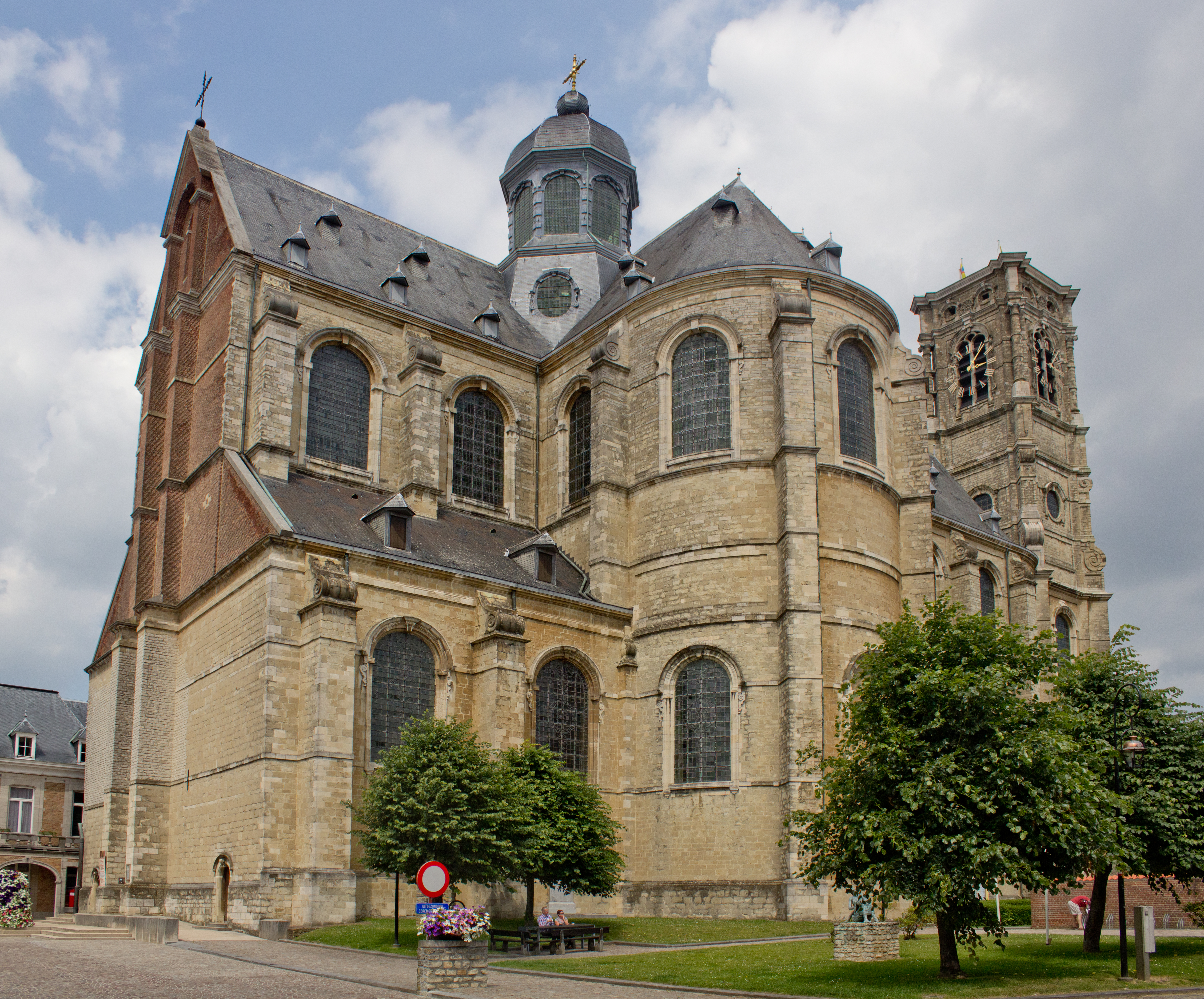
Sint-Servaasbasiliek (Grimbergen)
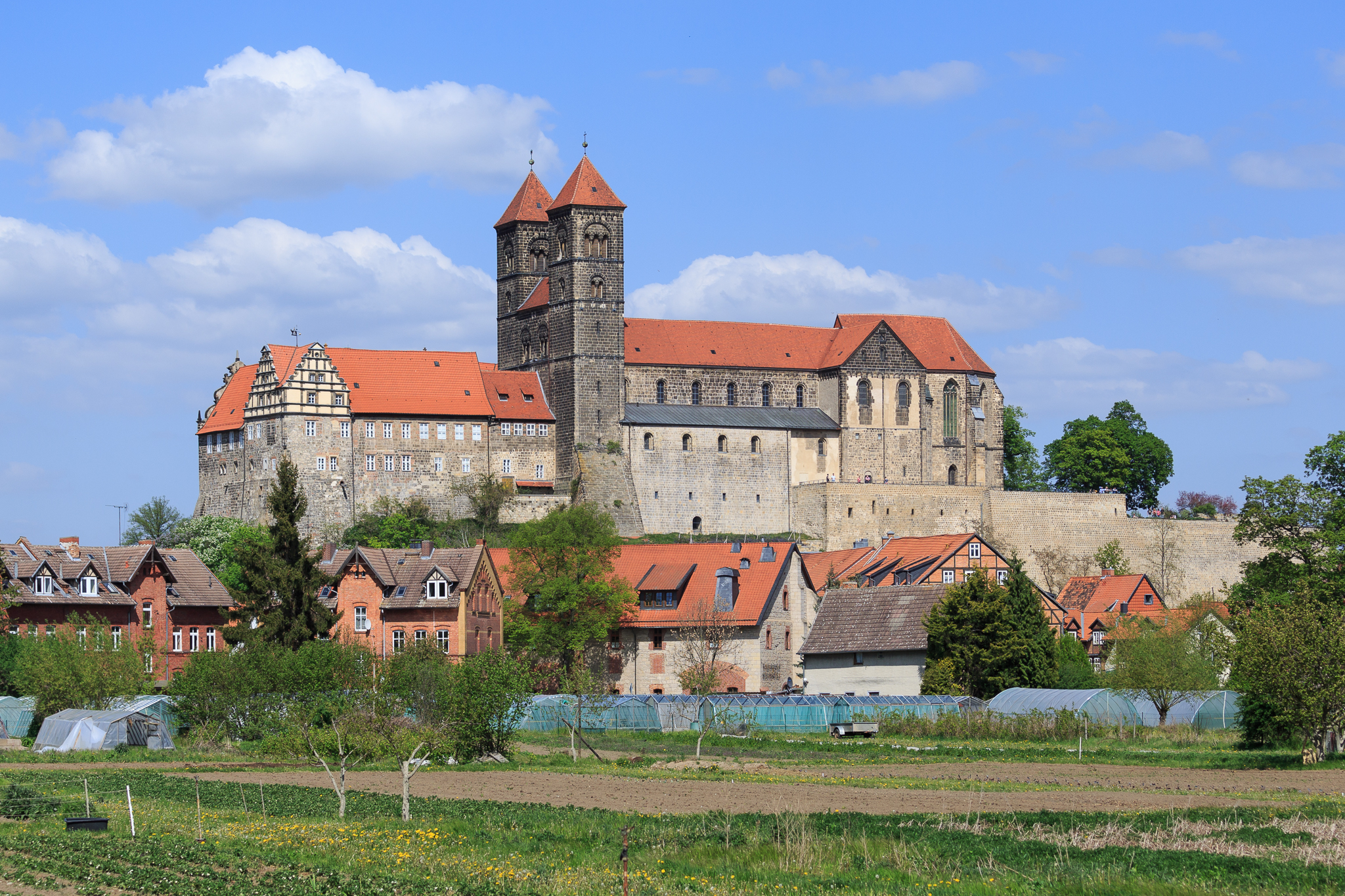
Sint-Servaaskerk (Quedlinburg)
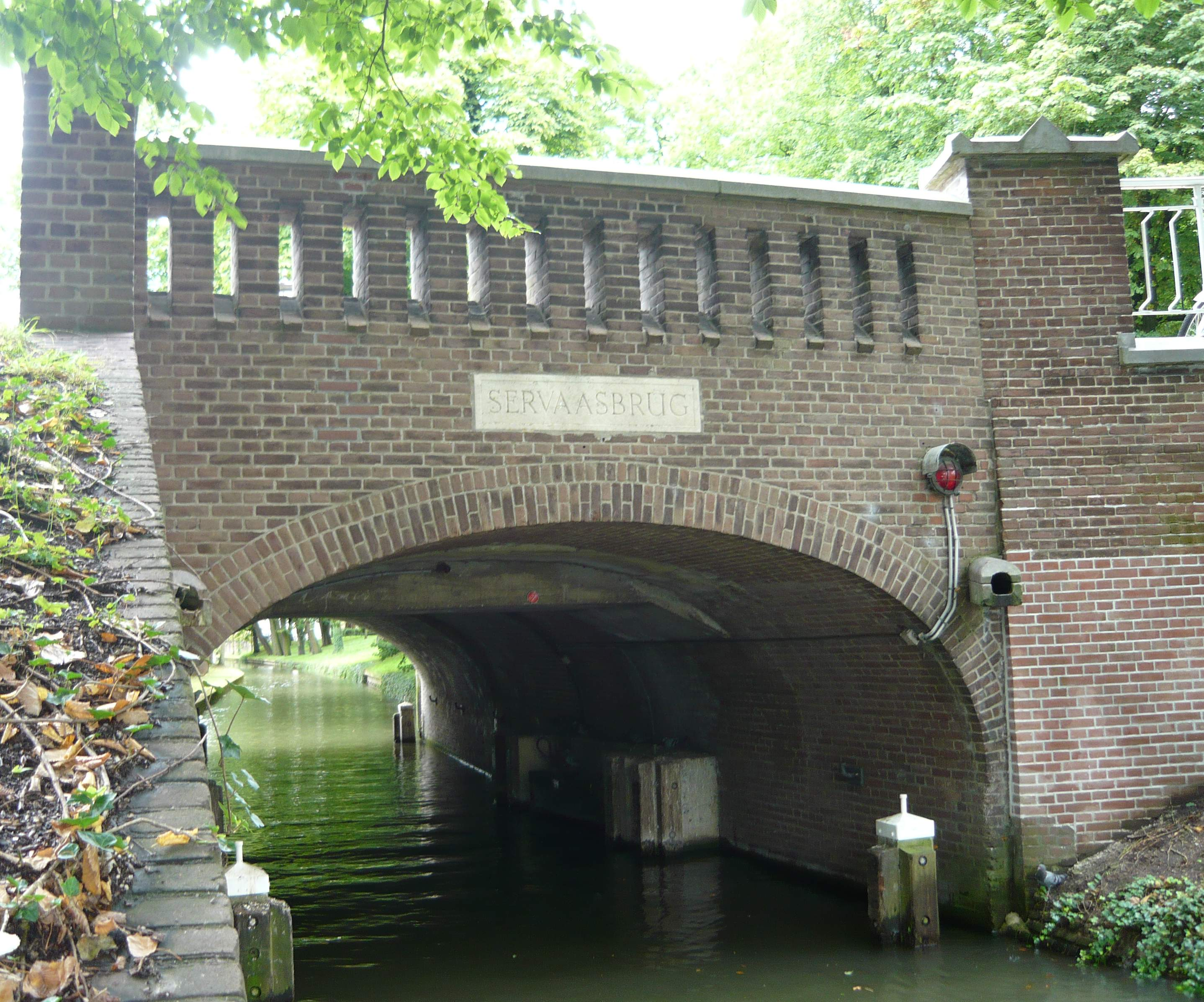
Servaasbrug (Utrecht)
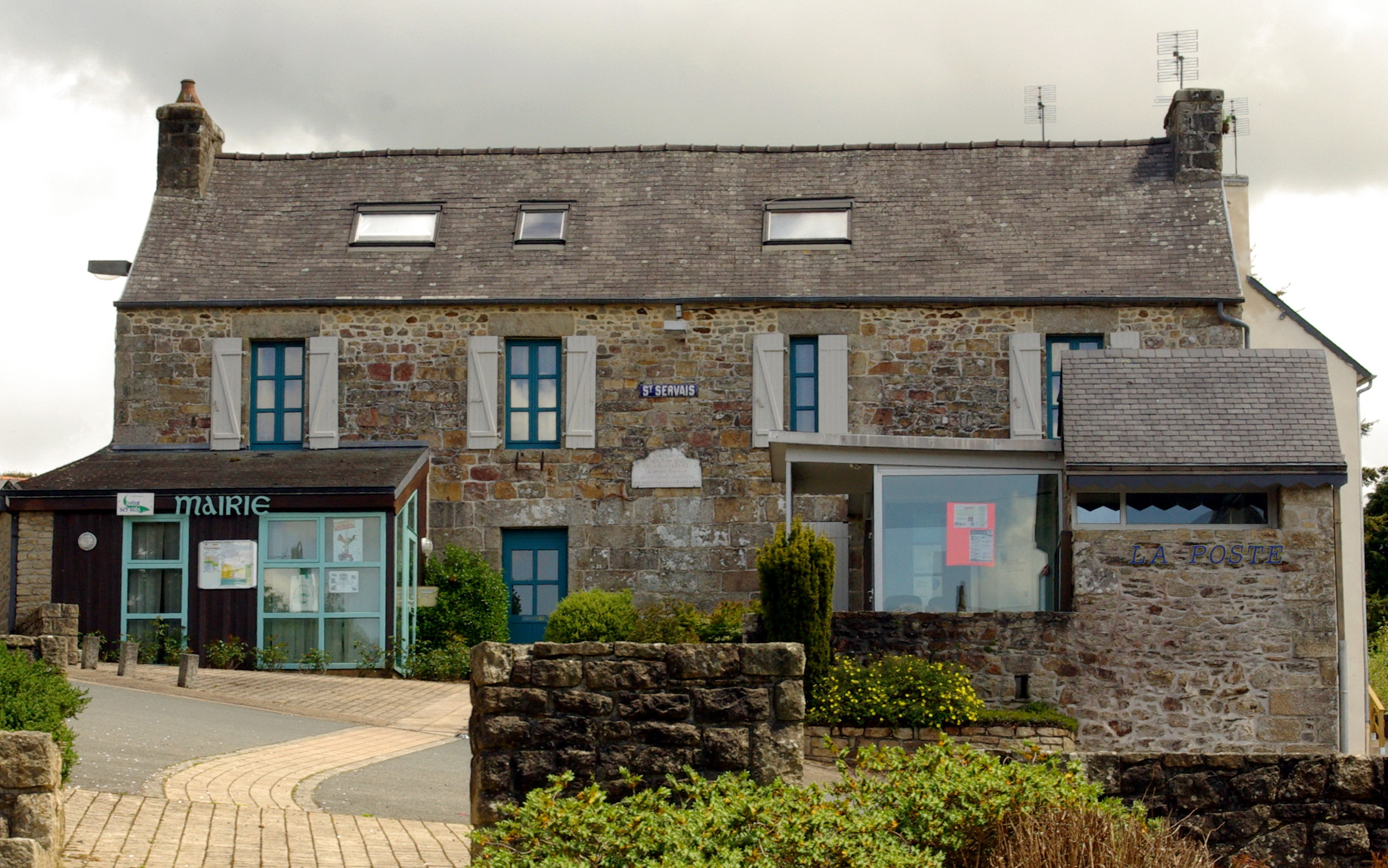
Mairie van Saint-Servais (Côtes-d'Armor)

### Kunsthistorisch erfgoed

#### Servatiana

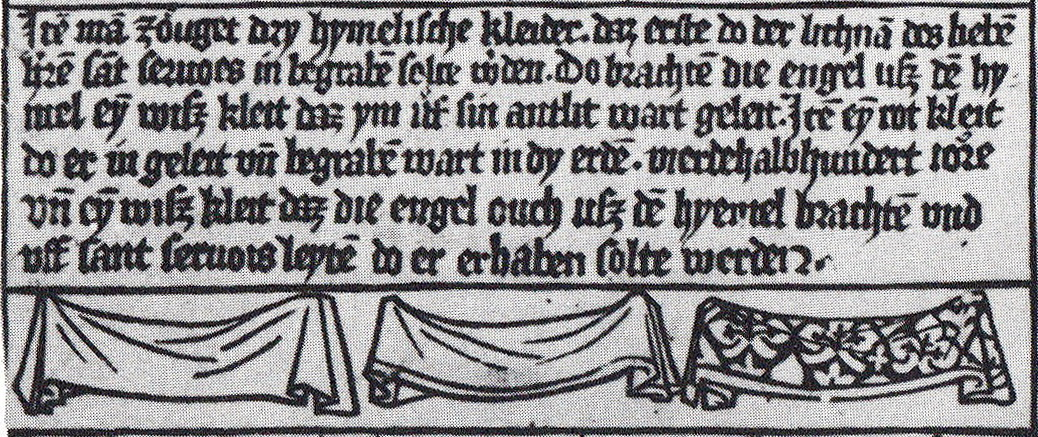
De drie hemelse doeken (sinds 1579 vermist)

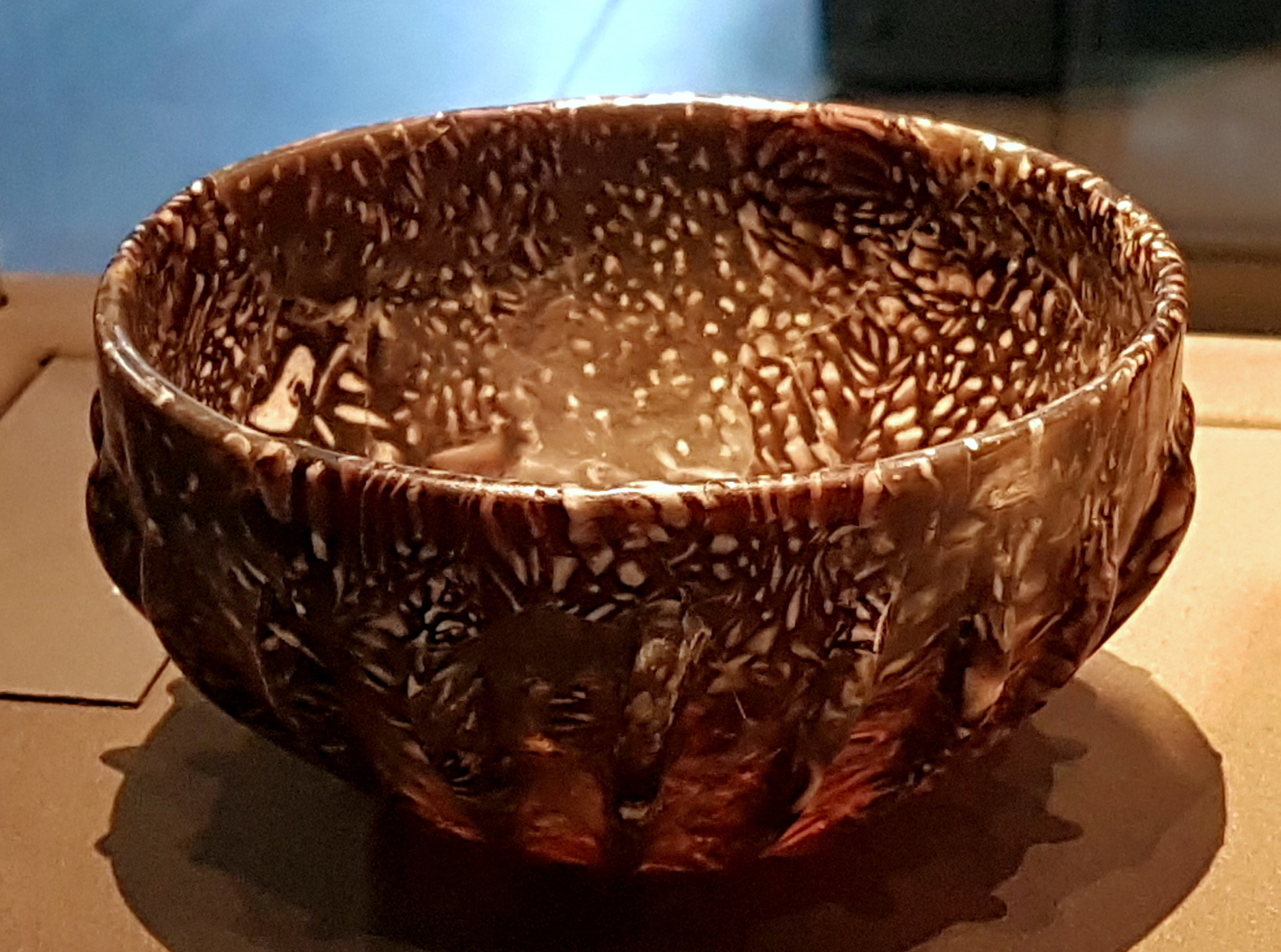
De drinknap van Sint-Servaas (Romeins, 1e eeuw na Chr.)

De 'Servatiana' zijn voorwerpen die traditioneel in verband worden gebracht met het leven van de heilige. De meeste bevinden zich in de schatkamer van de Sint-Servaasbasiliek in Maastricht. Een van de twee kromstaven bevindt zich sinds de 10e eeuw in de Sint-Servaaskerk in Quedlinburg; de zogenaamde hoorn van Sint-Servaas verdween eind 18e eeuw en bevindt zich thans in de Koninklijke Musea voor Kunst en Geschiedenis (KMKG) in Brussel. Andere Servatiana zijn geheel verloren gegaan.
- De sleutel van Sint-Servaas: gegoten zilveren siersleutel uit begin 9e eeuw, vanaf de middeleeuwen het vaste attribuut van Sint-Servaas en kenteken van het kapittel.[20]
- De drinknap van Sint-Servaas: een Romeins millifioriglas uit de 1e eeuw. De bijbehorende zilveren ananasbeker is 17e-eeuws.[21]
- Het draagaltaar van Sint-Servaas: reisaltaar bestaande uit serpentijnsteen met zilverbeslag (12e eeuw).[22]
- De miskelken en de pateen van Sint-Servaas: drie zilveren bekers en een schaaltje (13e eeuw).[23]
- Het zegel van Sint-Servaas: bewerkte bloedsteen in zilveren vatting (13e-15e eeuw).[24]
- Het borstkruis van Sint-Servaas: pectorale in de vorm van een houten reliekenkruisje, gevat in goud en zilver, versierd met email en edelstenen, met een ivoren corpus, waarschijnlijk uit de eerste helft van de 11e eeuw.[25]
- De pelgrimsstaf van Sint-Servaas: houten staf met zilverbeslag en bewerkte ivoren kruk (9e eeuw).[26]
- De kromstaf van Sint-Servaas (1): houten bisschopsstaf met gouden filigraanwerk (begin 10e eeuw). Deze verdween later in de 10e eeuw naar de door Hendrik de Vogelaar gestichte Sint-Servaaskerk in Quedlinburg.[27]
- De kromstaf van Sint-Servaas (2): houten bisschopsstaf met krul van ivoor en zilver (12e eeuw). Deze verving de oorspronkelijke kromstaf, die aan Quedlinburg was afgestaan.[28]
- De hoorn van Sint-Servaas: een 78 cm lange, bewerkte olifantstand uit de 11e eeuw, die in de 12e eeuw werd voorzien van zilverbeslag en daarna als reliekenhoorn dienstdeed. Pas vanaf de 16e eeuw geassocieerd met Sint-Servaas. Bij de opheffing van het Sint-Servaaskapittel in 1798 verdwenen; daarna opgedoken in diverse kunstcollecties; in 1861 in de KMKG te Brussel.[29]
- De drie hemelse doeken: zweetdoek, grafdoek en een derde doek, aangetroffen op het graf van Sint-Servaas. In de middeleeuwen wellicht de belangrijkste relieken van de Sint-Servaaskerk. Tijdens de heiligdomsvaart trok de reliekentoning vanaf de dwerggalerij tienduizenden pelgrims. De doeken zijn bij het beleg van 1579 zoekgeraakt en nooit meer teruggevonden.[30]
- De 'monile' van Sint-Servaas: een gouden enkolpion of reliekenhanger, ovaal met een kristallen cabochon, waarachter zich een zilveren kruisje bevond, volgens de overlevering van de hand van Sint-Lucas. Na de opheffing van het Sint-Servaaskapittel in 1798 verdwenen.[31]

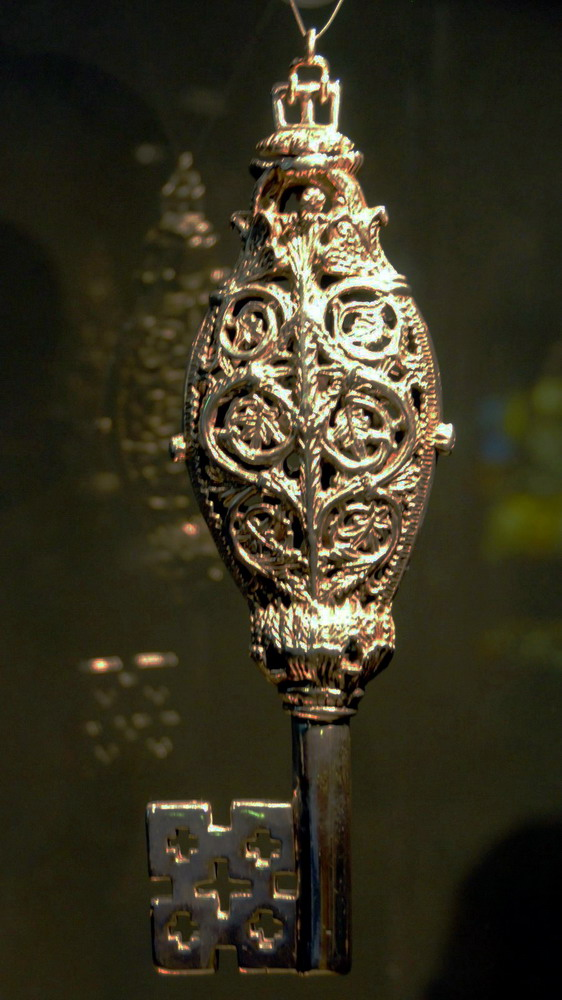
Sleutel van Sint Servaas (9e eeuw), schatkamer Sint-Servaasbasiliek
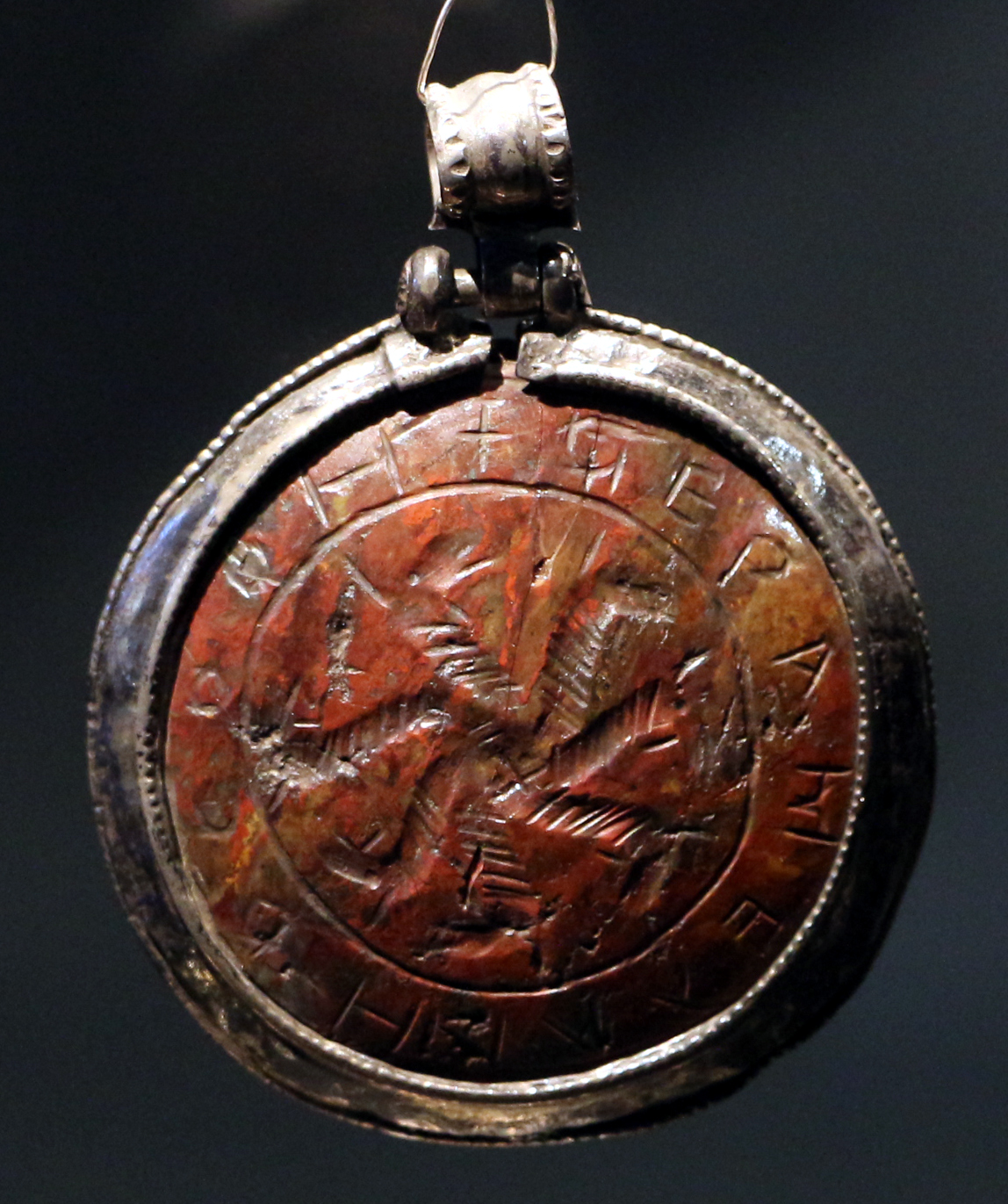
Zegel van Sint-Servaas (13e-15e eeuw), schatkamer Sint-Servaasbasiliek
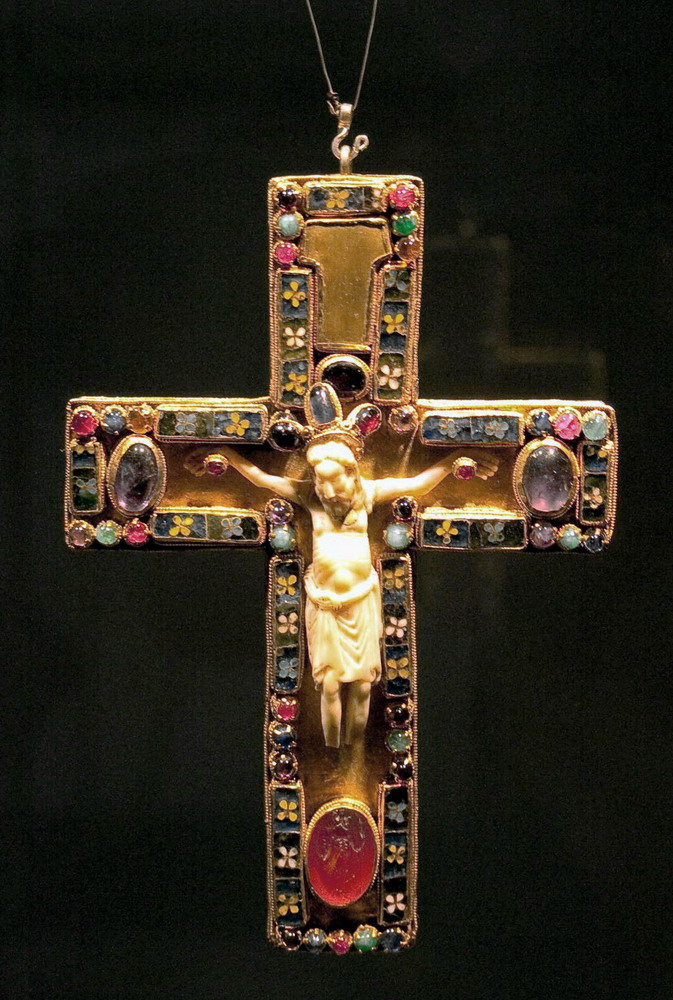
Borstkruis van Sint-Servaas (11e eeuw), schatkamer Sint-Servaasbasiliek
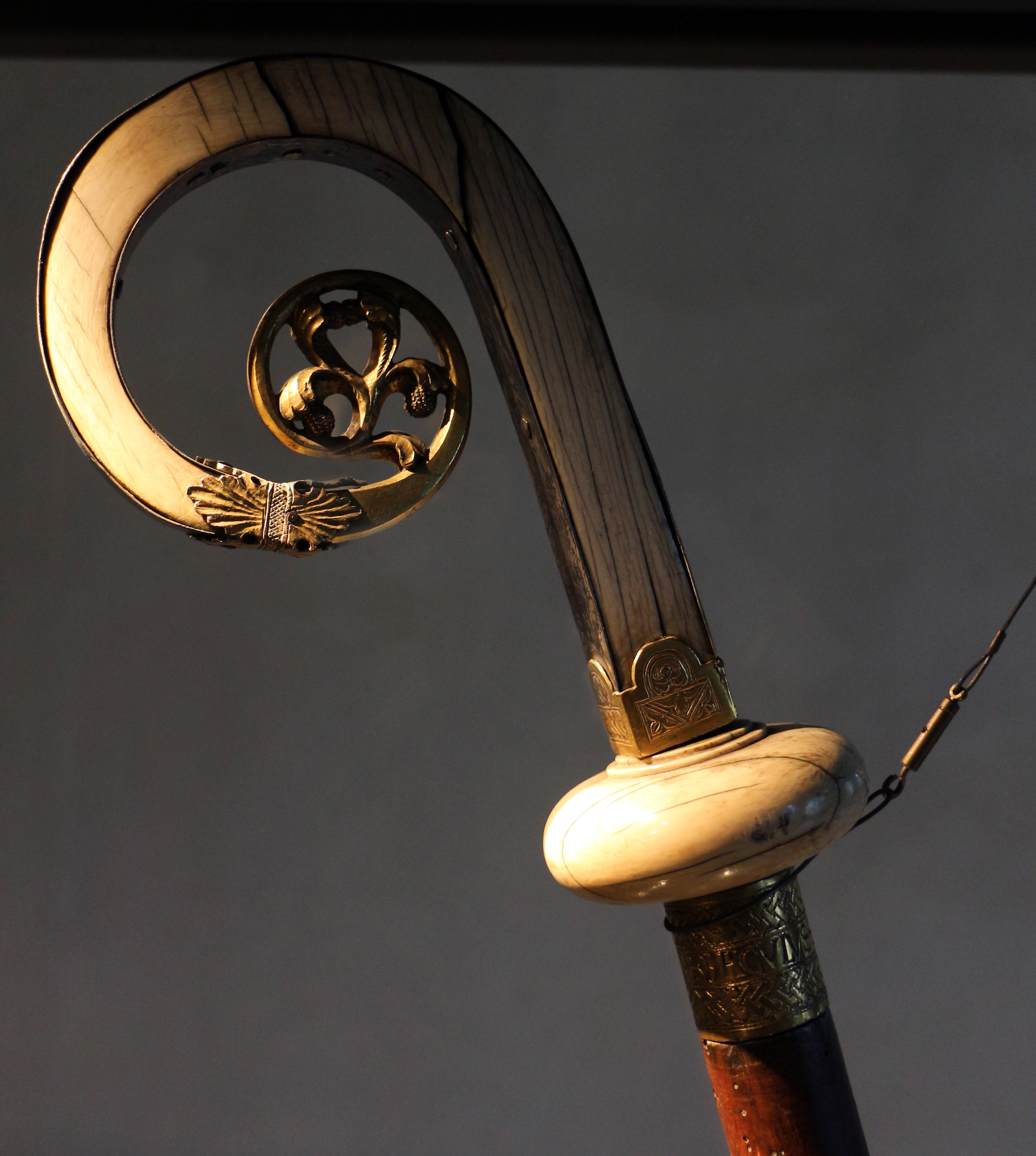
Kromstaf van Sint-Servaas (12e eeuw), schatkamer Sint-Servaasbasiliek

#### Overige relieken en reliekhouders
De schatkamer van de Sint-Servaasbasiliek en diverse andere kerken en schatkamers bezitten relieken en reliekhouders van Sint-Servaas, die getuigen van een wijdverbreide devotie. Het is niet duidelijk sinds wanneer de zogenaamde albe van Sint-Servaas aan de heilige wordt toeschreven, maar het kledingstuk behoort niet tot de traditionele Servatiana. Het reliekschrijn (de "Noodkist") en het borstbeeld van Sint-Servaas bevatten de overgebleven beenderen van de heilige, maar behoren evenmin tot de Servatiana, omdat ze uiteraard pas na zijn dood tot stand kwamen. In 1985 ontving de Sint-Servaaskerk een reliek van Sint-Servaas van het opgeheven Kartuizerklooster in Koblenz. Hulpbisschop Alphons Castermans opende bij die gelegenheid de Noodkist om het reliek bij de rest van het gebeente te plaatsen. Sinds 2019 bevindt zich een uit de Sint-Servaaskerk afkomstig reliek van de heilige in de kerk van Santa Maria dell'Anima in Rome.

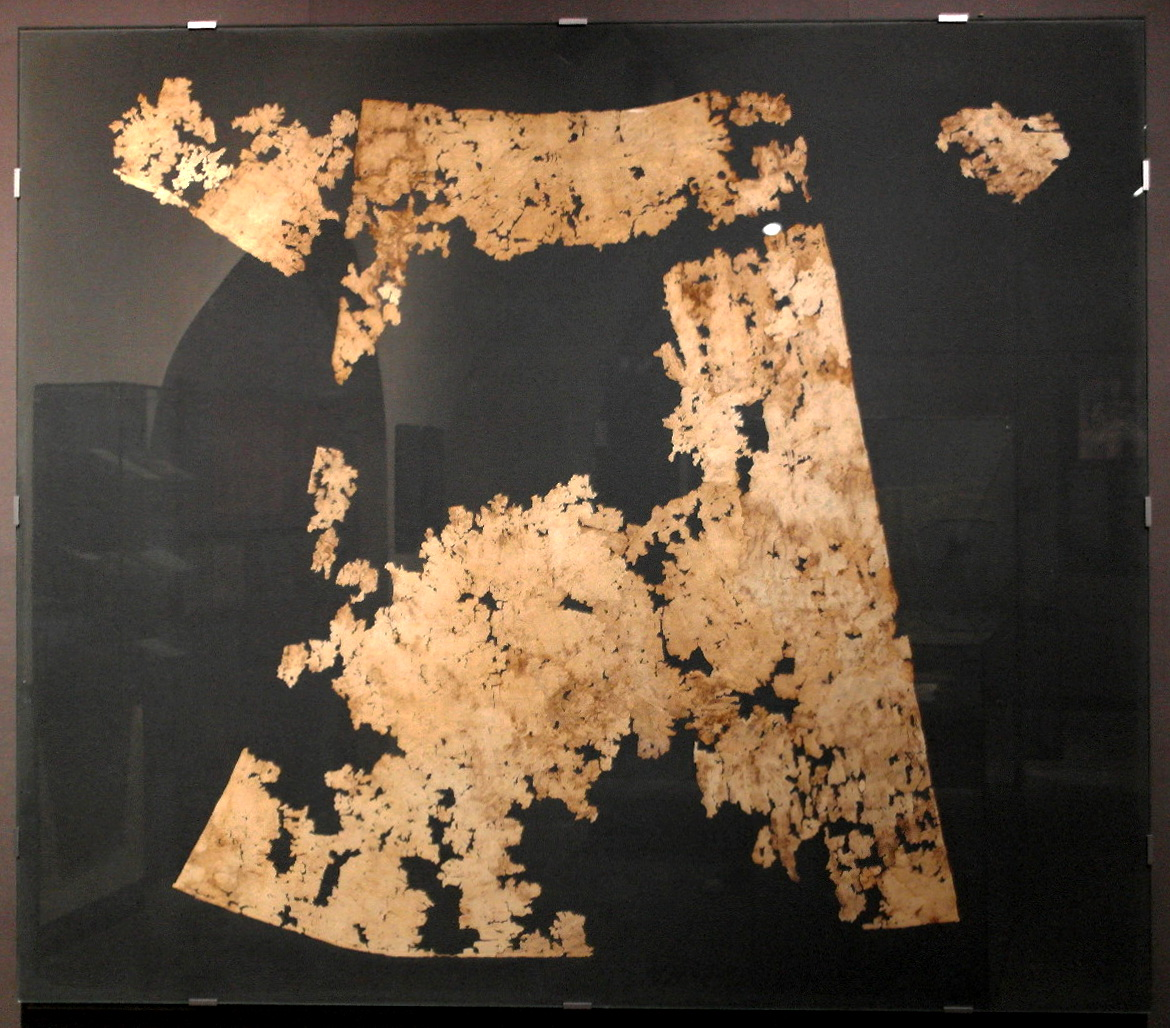
Albe van Sint-Servaas (vroegmiddeleeuws), schatkamer Sint-Servaasbasiliek
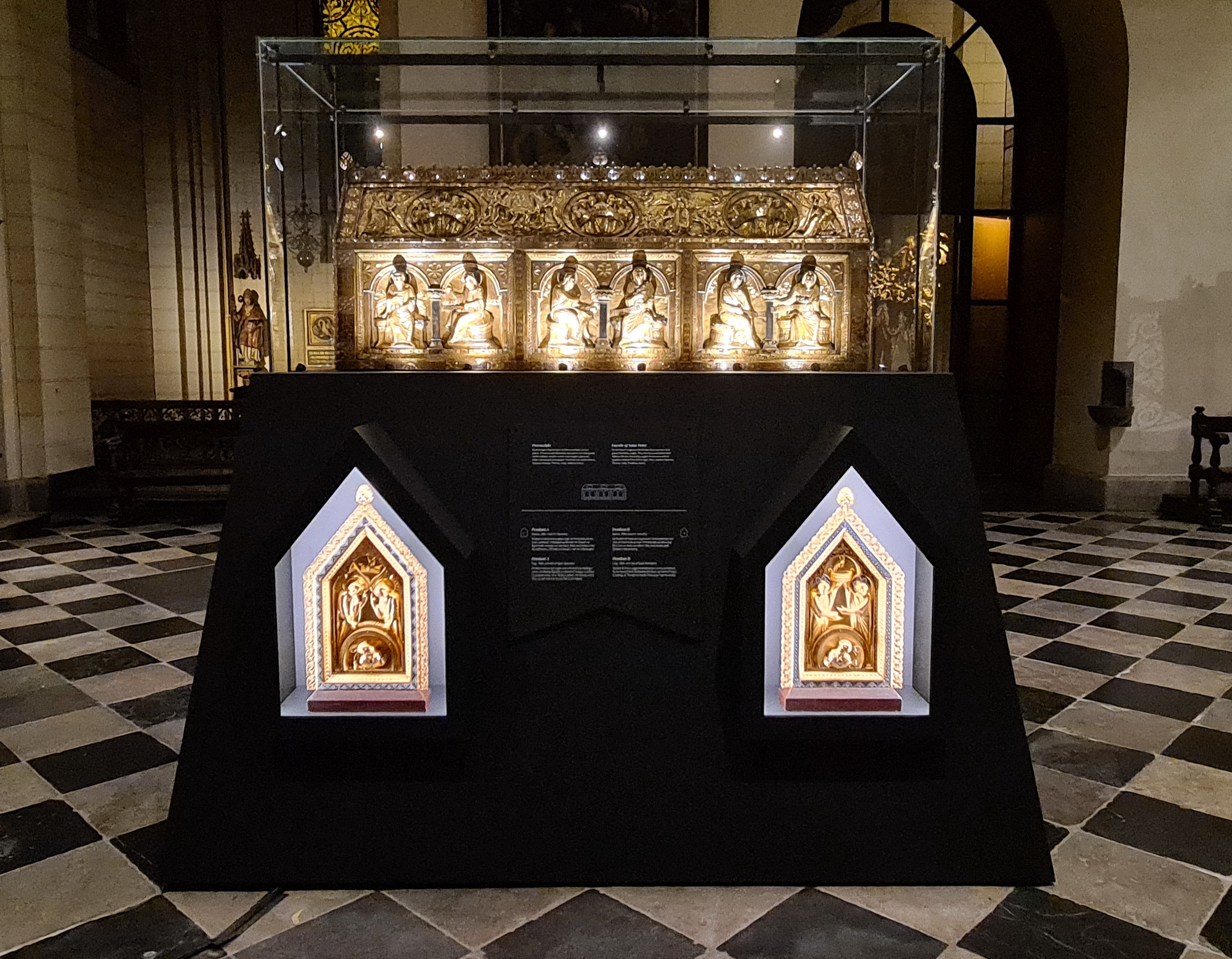
Noodkist (12e eeuw), Sint-Servaasbasiliek
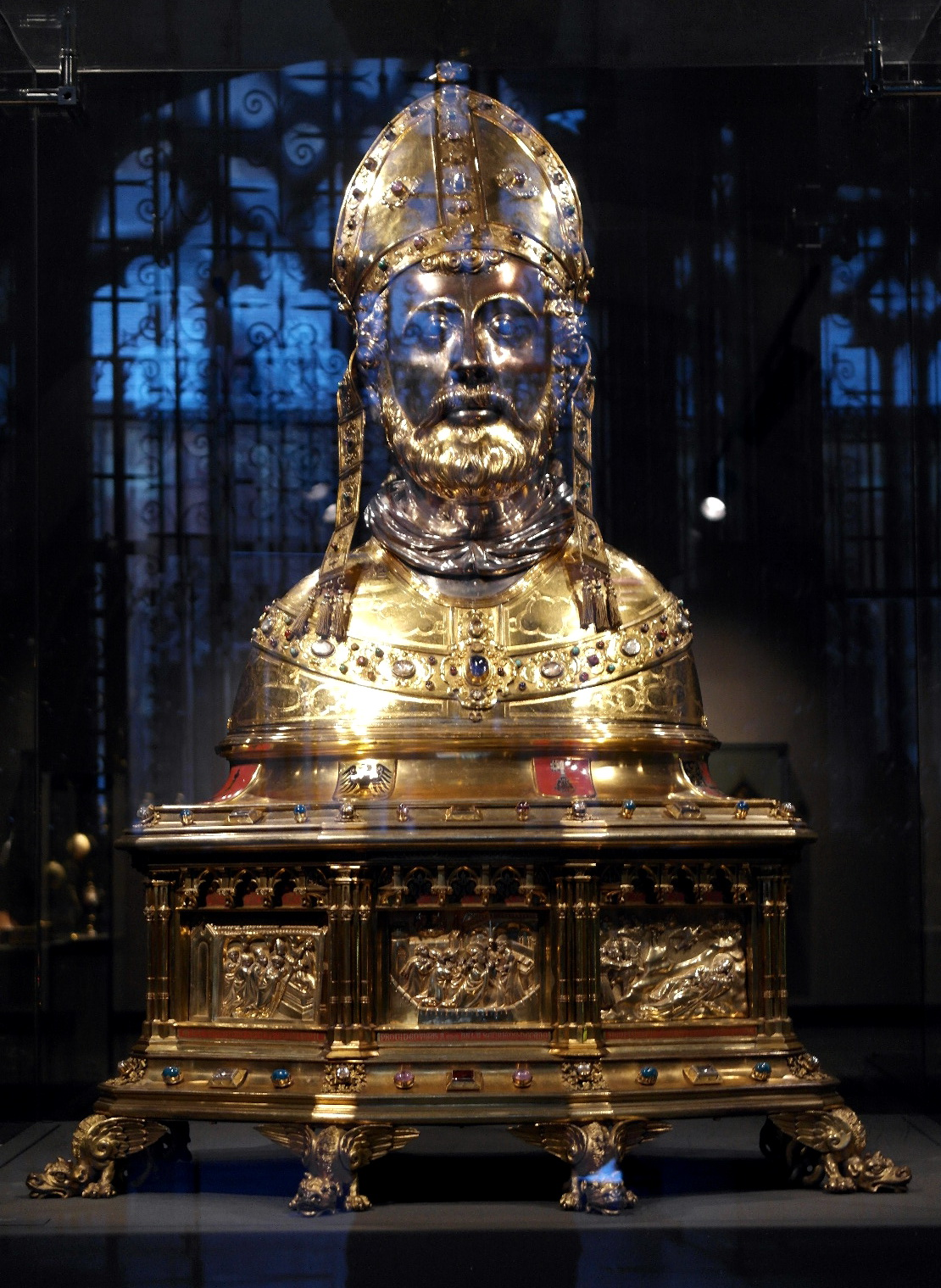
Borstbeeld van Sint-Servaas (15e/16e eeuw), schatkamer Sint-Servaasbasiliek
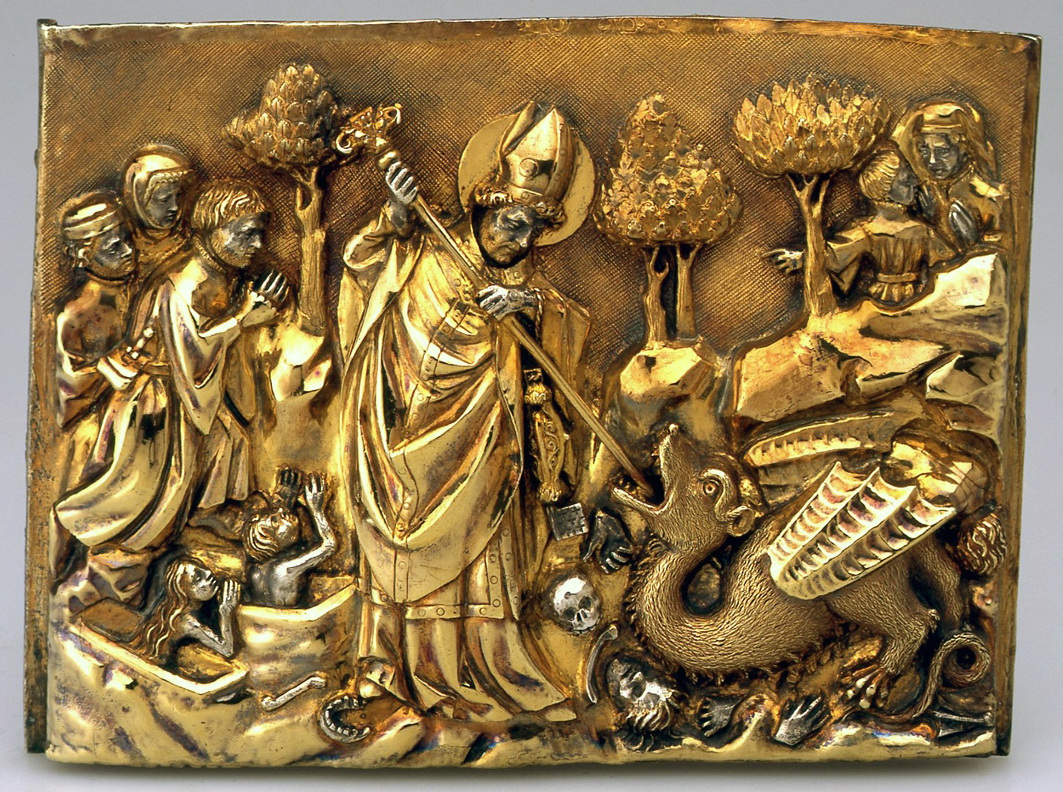
Reliëf originele Servaasbuste (ca. 1400), Museum für Kunst und Gewerbe, Hamburg

#### Kunstwerken: Maastricht

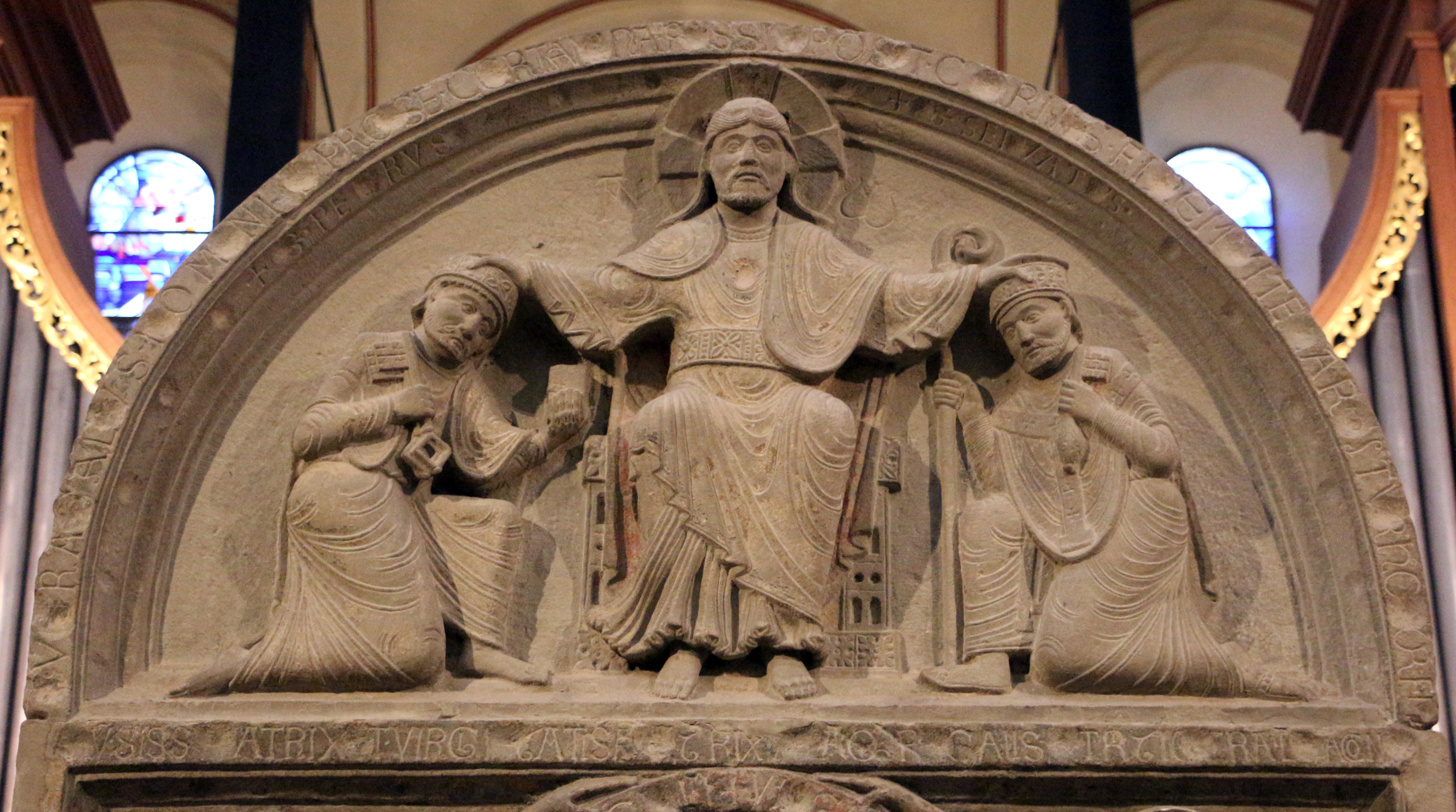
Christus, Sint-Petrus en Sint-Servaas (rechts) op het retabel van het westwerkaltaar (ca. 1150-60)

Een van de oudste, bewaard gebleven afbeeldingen van Sint-Servaas is te zien op het 12e-eeuwse retabel van het westwerkaltaar van de Sint-Servaasbasiliek in Maastricht. Hier is Sint-Servaas afgebeeld als gelijke van Sint-Petrus, beiden de hemelsleutel ontvangend van Christus. Niet lang daarna kwam de Noodkist tot stand met op een van de kopse kanten een reliëf van Sint-Servaas in verguld koper. In dezelfde kerk is een min of meer vrijstaand beeld van de heilige te zien in het vroeggotische Bergportaal. Vanaf omstreeks 1300 ligt de uitbeelding van Sint-Servaas min of meer vast: in vol bisschopsornaat met mijter, in de ene hand de bisschopsstaf, in de andere hand zijn vaste attribuut: de sleutel. Onder zijn voeten de draak (van de ketterij). Zo werd hij ook afgebeeld op het Sint-Servaasdoksaal. De zilveren reliëfs van het 14e-eeuwse voetstuk van het borstbeeld van Sint-Servaas, waarvan de originelen zich in het Museum für Kunst und Gewerbe in Hamburg bevinden, beantwoorden eveneens aan dit ideaalbeeld. Het Sint-Servaaskapittel zou in de eeuwen daarna erover waken dat dit niet zou veranderen.

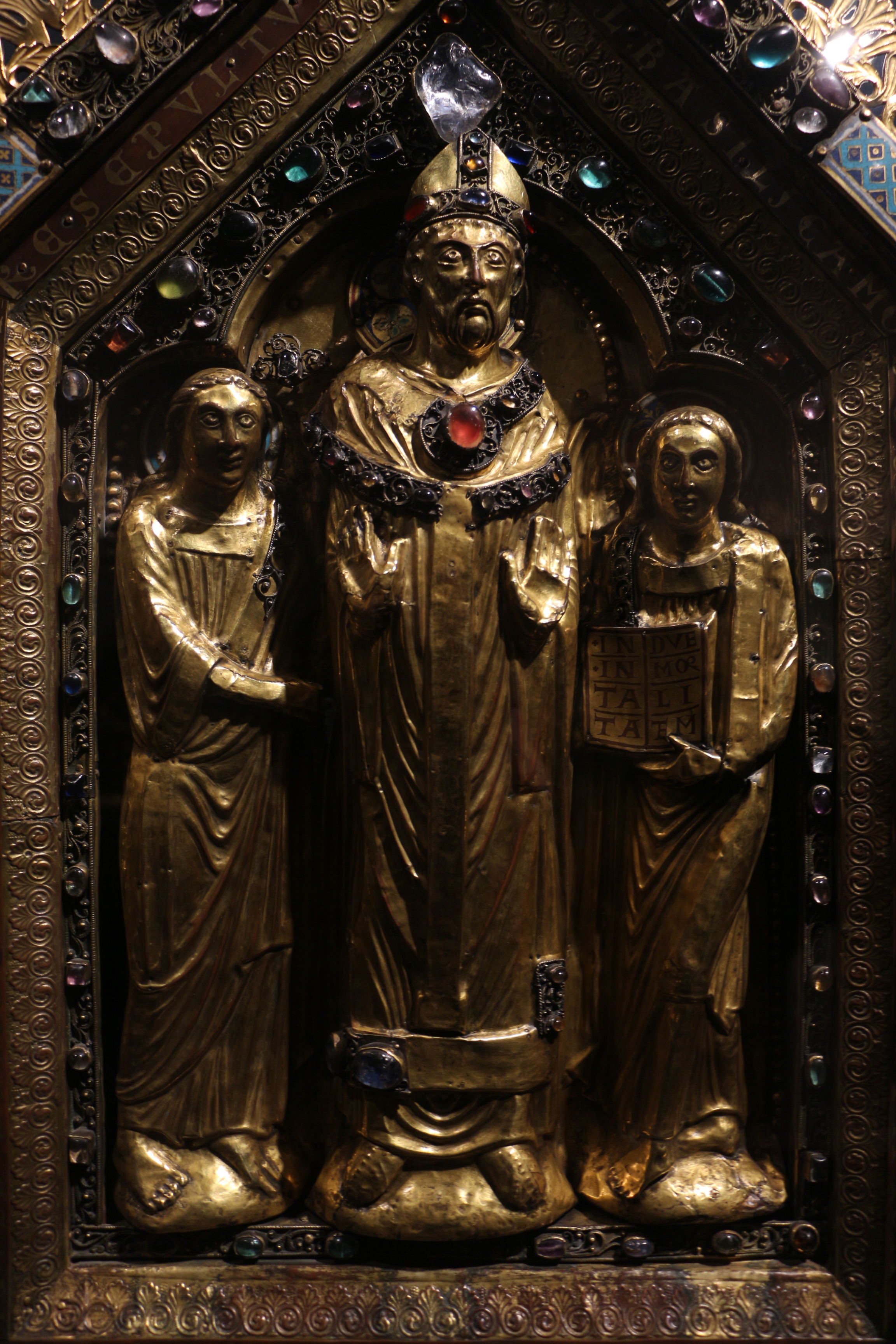
Sint-Servaas en twee engelen op de Noodkist (ca. 1165)
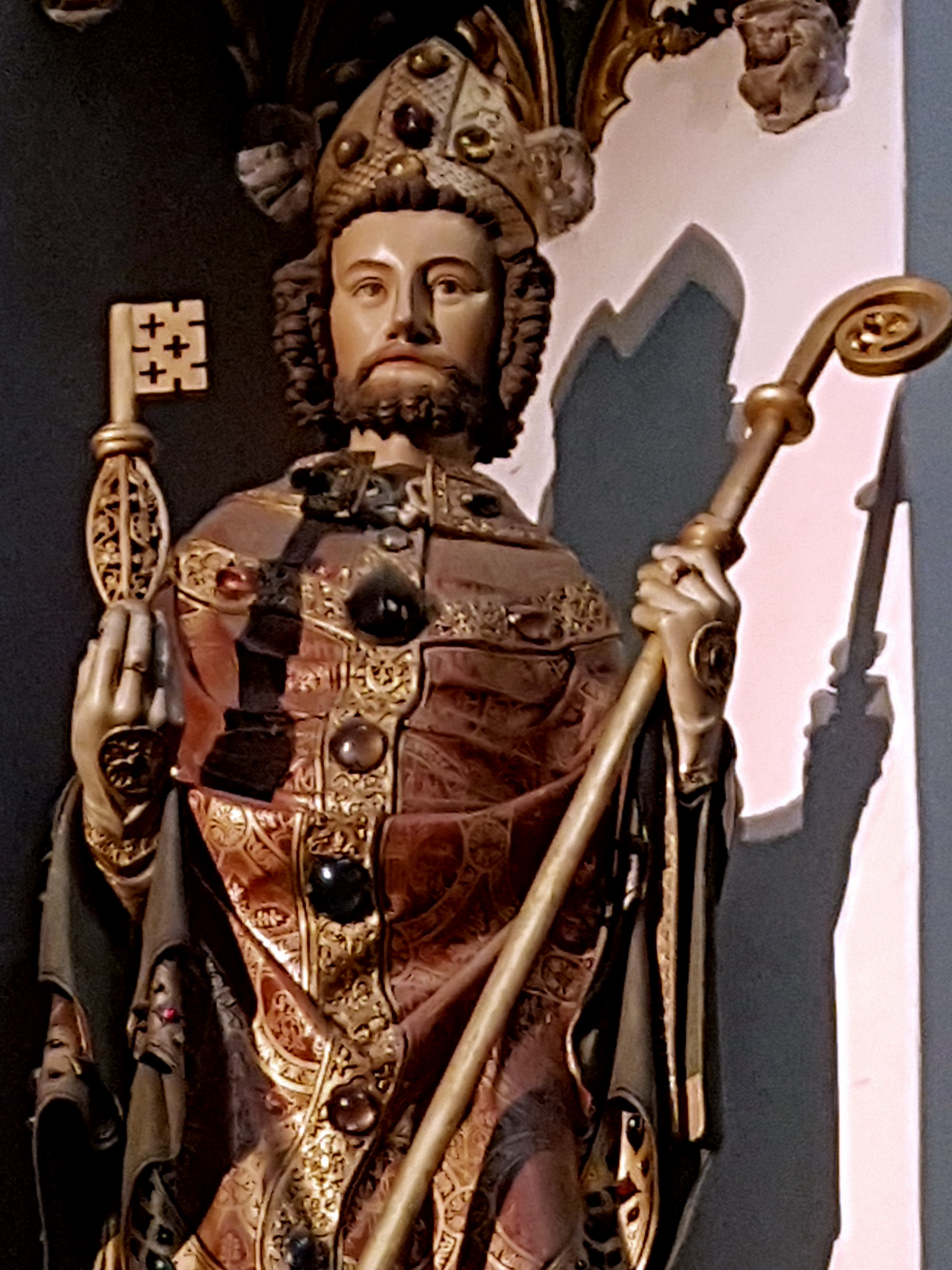
Detail Sint-Servaasbeeld met sleutel en staf (ca. 1300)
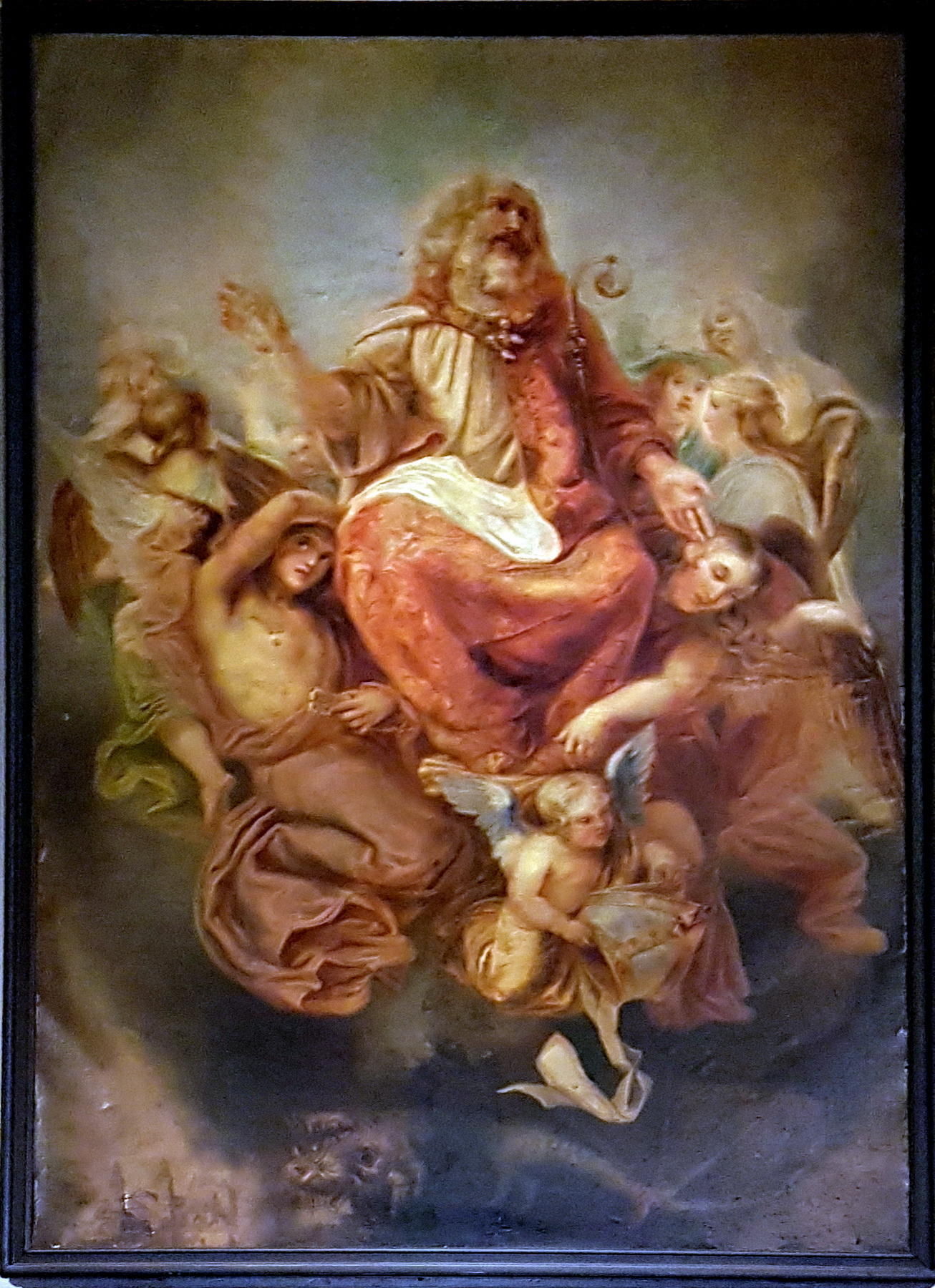
Verheerlijking van St-Servaas (Th. Schaepkens, ca. 1837)
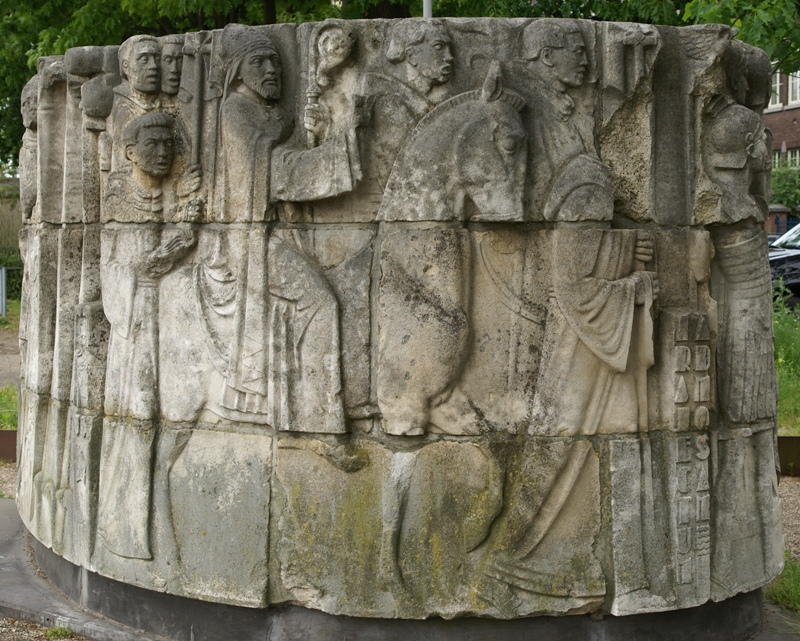
Reliëf Intocht van St-Servaas (H. van den Eijnde, 1932)

#### Kunstwerken: elders
De grote rijkdom aan beelden, reliëfs, schilderijen, tekeningen, gravures en gebrandschilderde ramen waarop Sint-Servaas is afgebeeld in vele kerken, kloosters en musea in de hele wereld, getuigt van de krachtige inspiratie voor kunstenaars door de eeuwen heen. Bijzonder zijn de eerder genoemde schilderingen van de Maagschap van Sint-Anna, waarop Sint-Servaas als kind staat afgebeeld. Een fraai voorbeeld is het zogenaamde Mindelheimer Sippenaltar in het Germanisches Nationalmuseum in Neurenberg, waarop de heilige tweemaal voorkomt, eenmaal als kind en eenmaal als volwassene.

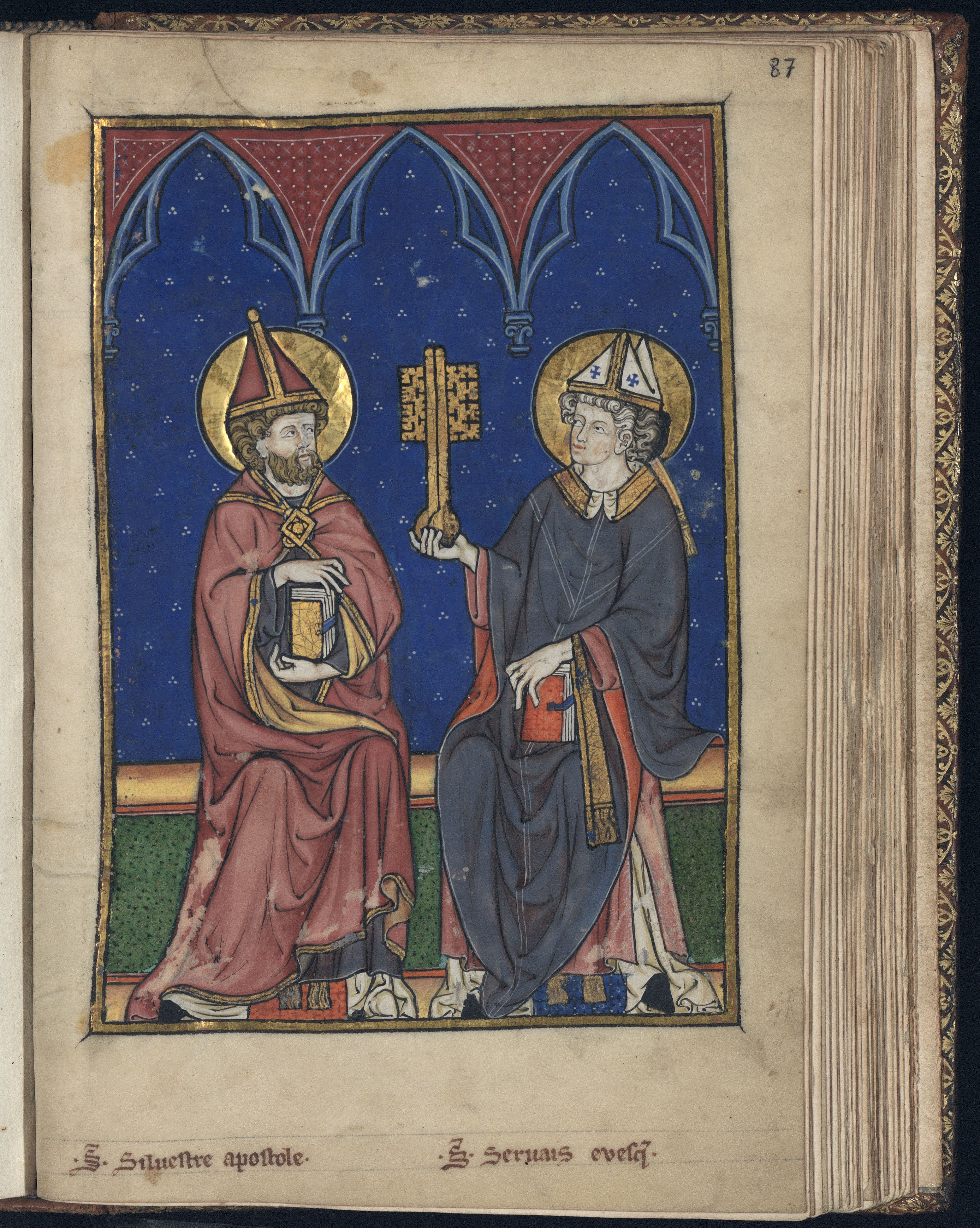
Silvester I en Sint-Servaas in Livre d'images de Madame Marie (ca. 1285), BnF
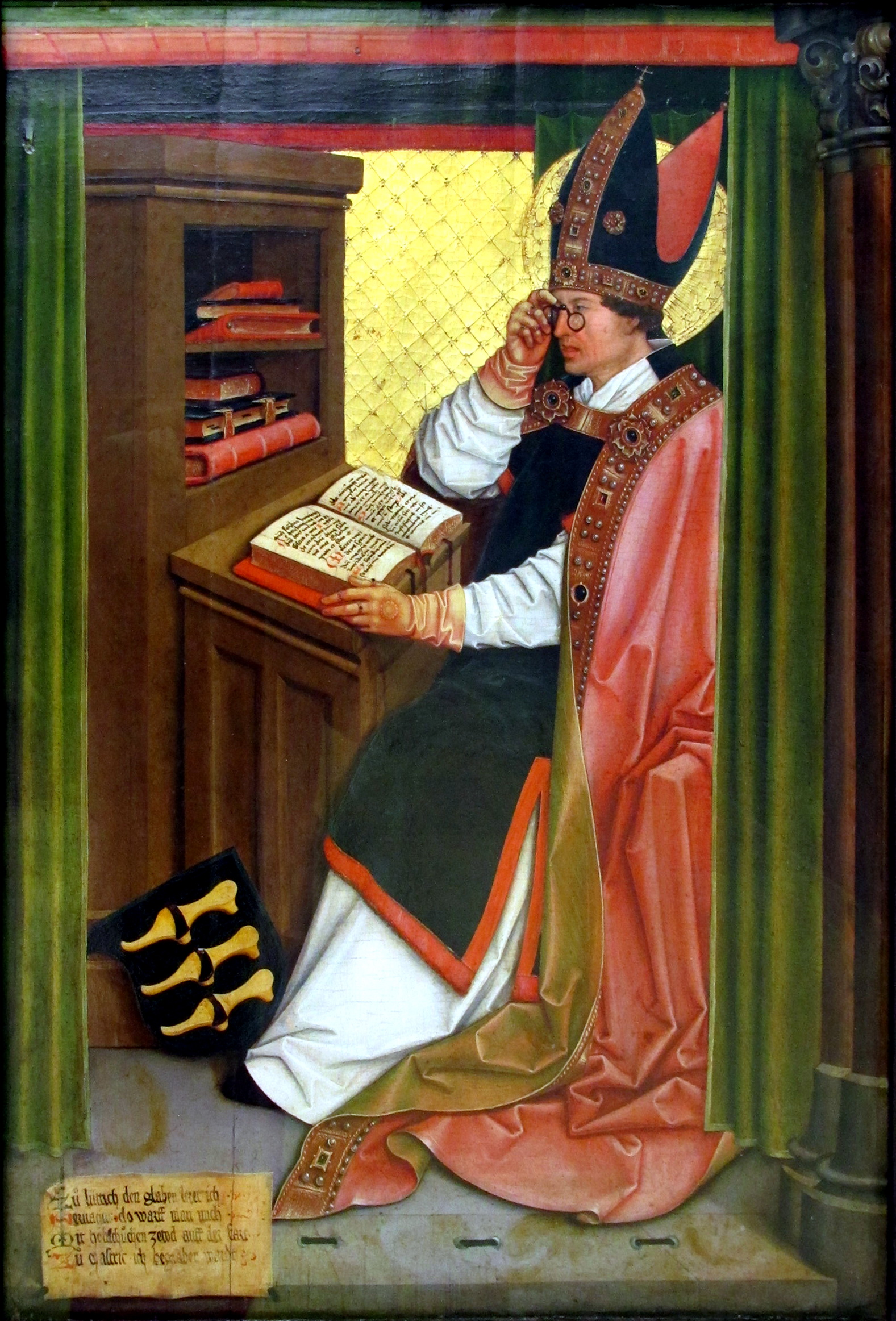
Paneel van het Mindelheimer Sippenaltar (1505-'06), Neurenberg
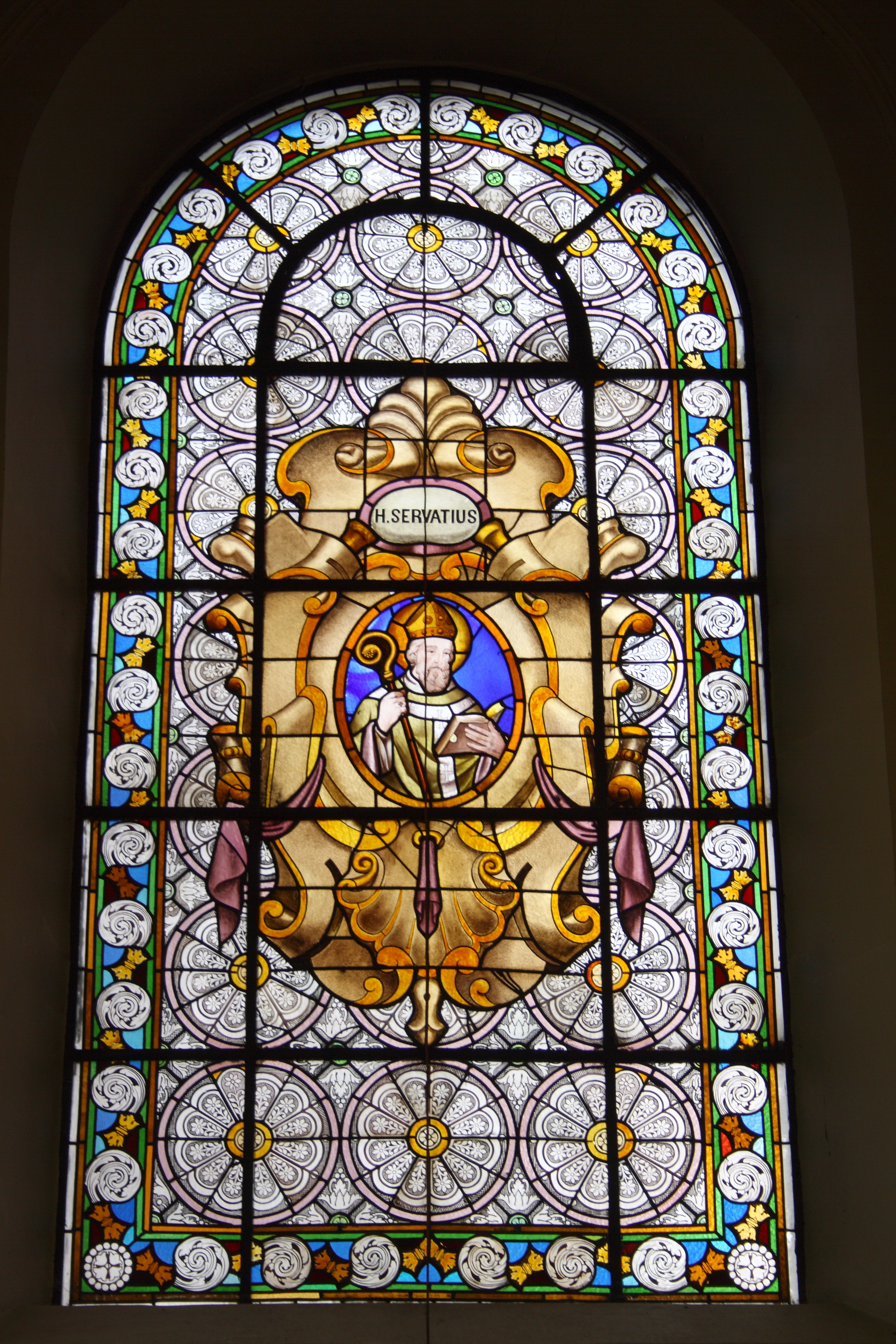
Gebrandschilderd raam (19e eeuw?), Sint-Servaaskerk, Diepenbeek
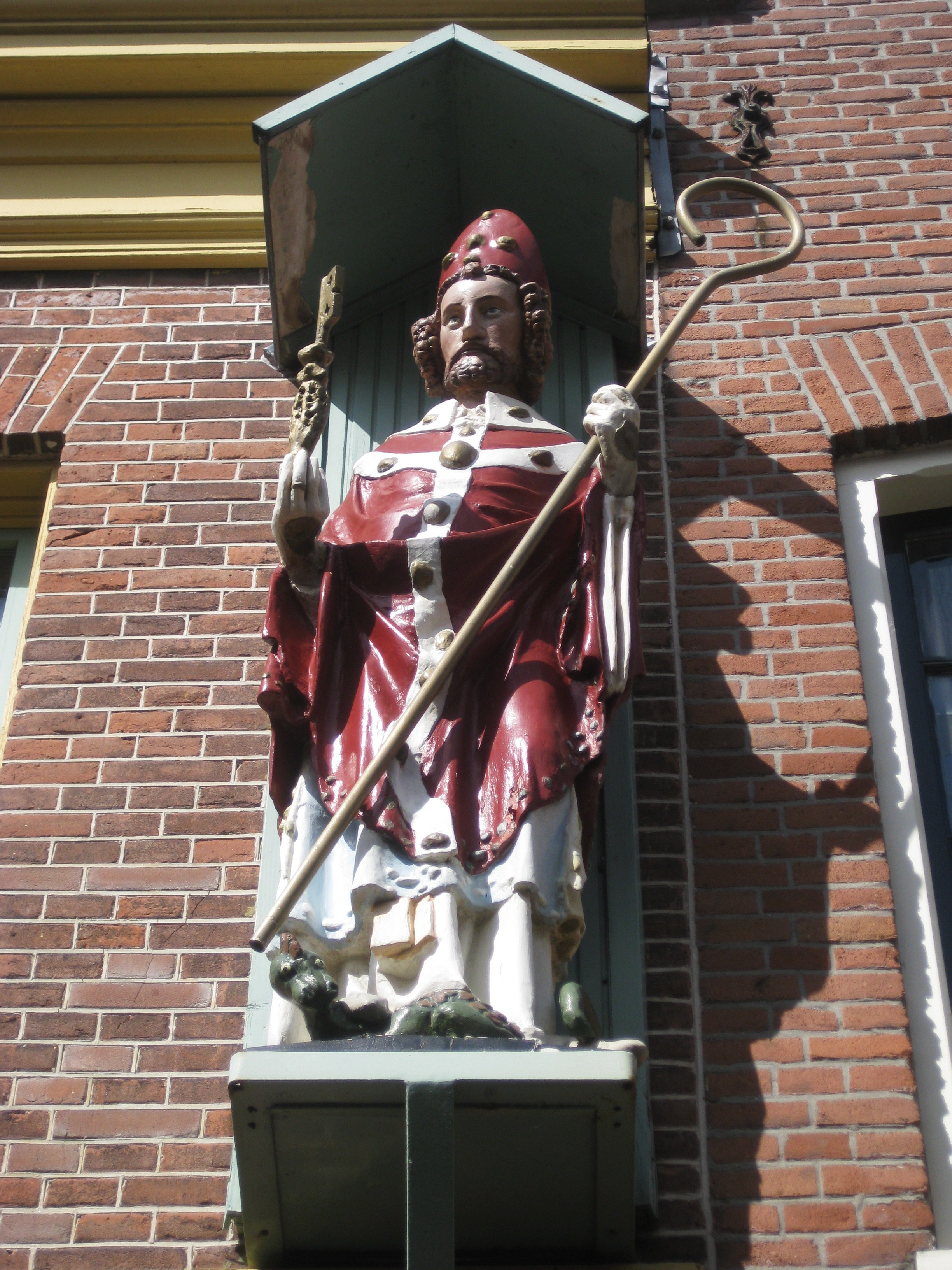
Beeld Nieuw Heiligland (ouderdom onbekend), Haarlem

### Heraldiek, zegels en munten
Sint-Servaas wordt ook afgebeeld in diverse heraldische wapens, zowel op het wapenschild zelf als bij wijze van drager. Voorbeelden zijn de wapens van Lieshout (gebaseerd op een oud schependomszegel), Erp, Schijndel, Haren en Marcharen, Westerhoven, Diepenbeek en Ravels. Op het wapen van het voormalige Sint-Servaaskapittel staat niet de heilige zelf, maar zijn voornaamste attribuut, de sleutel van Sint-Servaas, afgebeeld. Op het kapittelzegel wordt Sint-Servaas wel afgebeeld. Ook zijn diverse munten met de beeltenis van de heilige bekend.

Het Wapen van Erp van 16 Juli 1817 tot 1 Januari 1994
Het Wapen van Westerhoven van 1989-1997
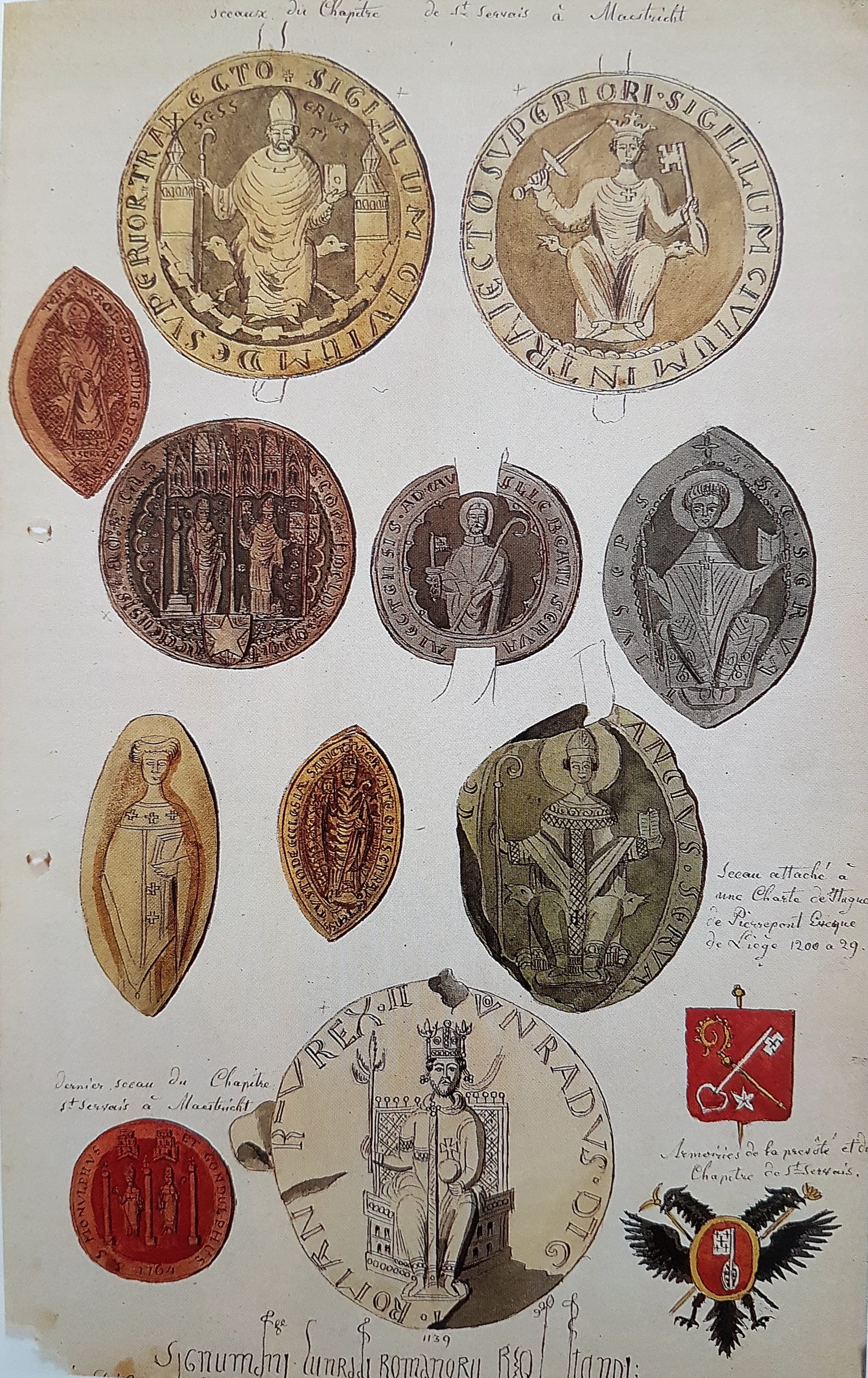
Zegels van het Sint-Servaaskapittel (Ph. van Gulpen, ca. 1850)
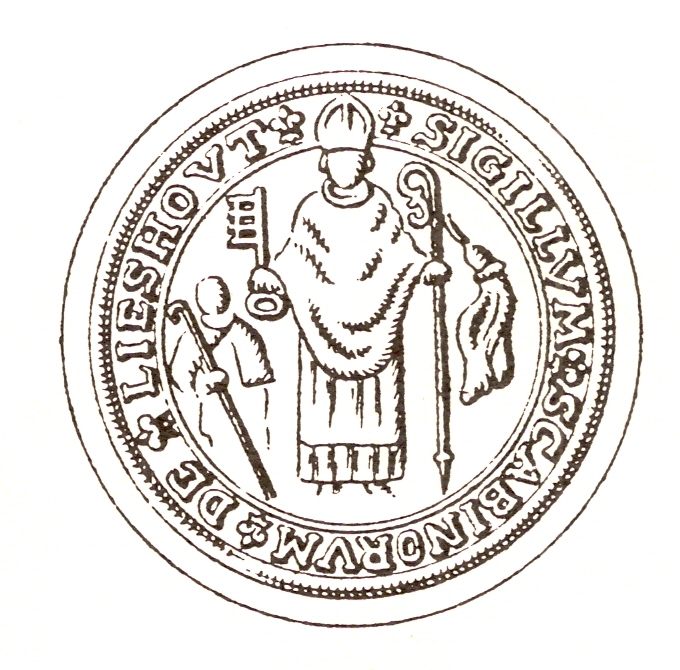
Schependomszegel van Lieshout, uit 1623

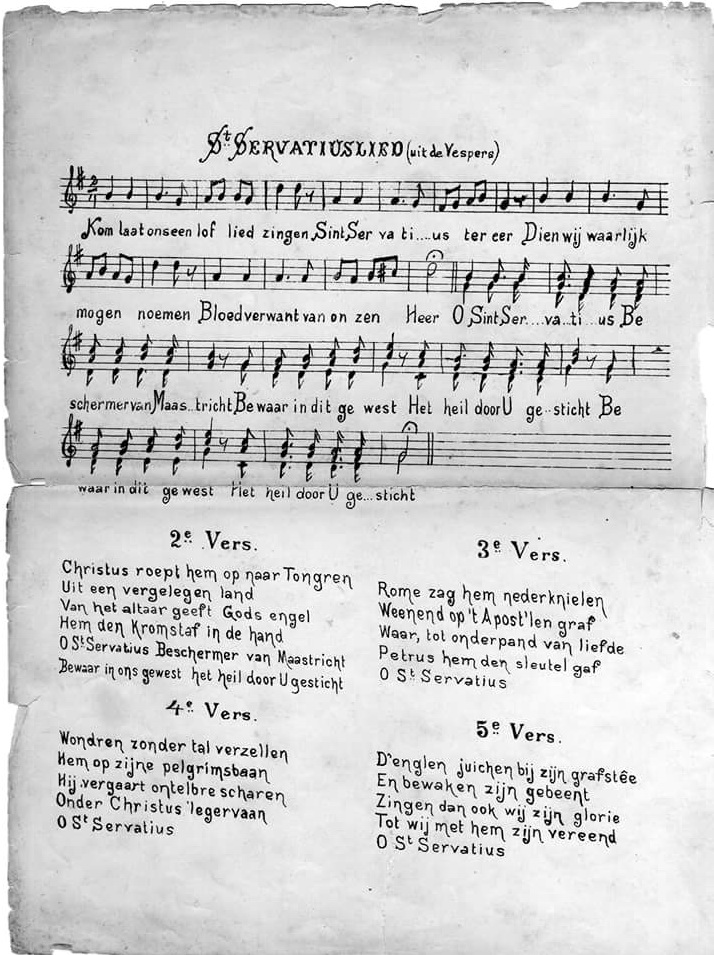
Het Sint-Servatiuslied, in 1884 geschreven voor het 15e eeuwfeest van zijn (vermeende) sterfdatum